# Lista de asteroides (358001-359000)
Esta é uma lista parcial de asteroides, do asteroide número 358001 até o 359000, inclusive. Veja também o índice com todas as listas disponíveis.

| Objeto Próximos à Terra | Cinturão de asteroides (interno) | Cinturão de asteroides (externo) | Centauro       |
| Cruzador de Marte       | Cinturão de asteroides (meio)    | Troianos de Júpiter              | Transnetuniano |

Veja mais dados de cada asteroide na ligação externa para o Minor Planet Center na última coluna.
Índice: 358001... 358101... 358201... 358301... 358401... 358501... 358601... 358701... 358801... 358901... 

## 358001–358100
| Designação | Designação | Descoberta  | Descoberta   | Descobridor(es)     | Categoria | Mais informações / Referência |
| Permanente | Provisória | Data        | Local        | Descobridor(es)     | Categoria | Mais informações / Referência |
| ---------- | ---------- | ----------- | ------------ | ------------------- | --------- | ----------------------------- |
| 358001     | 2006 DD69  | 20 fev 2006 | Socorro      | LINEAR              | —         | MPC                           |
| 358002     | 2006 DW69  | 20 fev 2006 | Mount Lemmon | Mount Lemmon Survey | —         | MPC                           |
| 358003     | 2006 DX72  | 22 fev 2006 | Kitt Peak    | Spacewatch          | —         | MPC                           |
| 358004     | 2006 DR73  | 23 fev 2006 | Kitt Peak    | Spacewatch          | —         | MPC                           |
| 358005     | 2006 DT78  | 24 fev 2006 | Kitt Peak    | Spacewatch          | —         | MPC                           |
| 358006     | 2006 DZ80  | 24 fev 2006 | Kitt Peak    | Spacewatch          | —         | MPC                           |
| 358007     | 2006 DM92  | 24 fev 2006 | Kitt Peak    | Spacewatch          | —         | MPC                           |
| 358008     | 2006 DG97  | 24 fev 2006 | Kitt Peak    | Spacewatch          | —         | MPC                           |
| 358009     | 2006 DG107 | 25 fev 2006 | Mount Lemmon | Mount Lemmon Survey | —         | MPC                           |
| 358010     | 2006 DW107 | 25 fev 2006 | Kitt Peak    | Spacewatch          | —         | MPC                           |
| 358011     | 2006 DW115 | 27 fev 2006 | Kitt Peak    | Spacewatch          | —         | MPC                           |
| 358012     | 2006 DO128 | 23 jan 2006 | Kitt Peak    | Spacewatch          | —         | MPC                           |
| 358013     | 2006 DR137 | 25 fev 2006 | Kitt Peak    | Spacewatch          | —         | MPC                           |
| 358014     | 2006 DC144 | 25 fev 2006 | Mount Lemmon | Mount Lemmon Survey | —         | MPC                           |
| 358015     | 2006 DD155 | 25 fev 2006 | Kitt Peak    | Spacewatch          | —         | MPC                           |
| 358016     | 2006 DV164 | 27 fev 2006 | Kitt Peak    | Spacewatch          | —         | MPC                           |
| 358017     | 2006 DP171 | 27 fev 2006 | Kitt Peak    | Spacewatch          | —         | MPC                           |
| 358018     | 2006 DH174 | 27 fev 2006 | Kitt Peak    | Spacewatch          | —         | MPC                           |
| 358019     | 2006 DE176 | 27 fev 2006 | Mount Lemmon | Mount Lemmon Survey | —         | MPC                           |
| 358020     | 2006 DC185 | 27 fev 2006 | Mount Lemmon | Mount Lemmon Survey | —         | MPC                           |
| 358021     | 2006 DX191 | 5 jan 2006  | Mount Lemmon | Mount Lemmon Survey | —         | MPC                           |
| 358022     | 2006 DR207 | 25 fev 2006 | Mount Lemmon | Mount Lemmon Survey | —         | MPC                           |
| 358023     | 2006 DL211 | 31 jan 2006 | Mount Lemmon | Mount Lemmon Survey | —         | MPC                           |
| 358024     | 2006 EZ4   | 2 mar 2006  | Kitt Peak    | Spacewatch          | —         | MPC                           |
| 358025     | 2006 EH58  | 5 mar 2006  | Kitt Peak    | Spacewatch          | —         | MPC                           |
| 358026     | 2006 EU62  | 5 mar 2006  | Kitt Peak    | Spacewatch          | —         | MPC                           |
| 358027     | 2006 ED67  | 26 jan 2006 | Mount Lemmon | Mount Lemmon Survey | —         | MPC                           |
| 358028     | 2006 FX7   | 23 mar 2006 | Kitt Peak    | Spacewatch          | —         | MPC                           |
| 358029     | 2006 FV9   | 2 mar 1995  | Kitt Peak    | Spacewatch          | —         | MPC                           |
| 358030     | 2006 FU12  | 23 mar 2006 | Kitt Peak    | Spacewatch          | —         | MPC                           |
| 358031     | 2006 FJ13  | 23 mar 2006 | Kitt Peak    | Spacewatch          | Pallas    | MPC                           |
| 358032     | 2006 FB18  | 23 mar 2006 | Kitt Peak    | Spacewatch          | Chloris   | MPC                           |
| 358033     | 2006 FD25  | 24 mar 2006 | Kitt Peak    | Spacewatch          | —         | MPC                           |
| 358034     | 2006 FA28  | 24 mar 2006 | Mount Lemmon | Mount Lemmon Survey | —         | MPC                           |
| 358035     | 2006 FS34  | 24 mar 2006 | Catalina     | CSS                 | —         | MPC                           |
| 358036     | 2006 FF37  | 24 mar 2006 | Socorro      | LINEAR              | —         | MPC                           |
| 358037     | 2006 FU52  | 23 mar 2006 | Kitt Peak    | Spacewatch          | —         | MPC                           |
| 358038     | 2006 GL6   | 2 abr 2006  | Kitt Peak    | Spacewatch          | —         | MPC                           |
| 358039     | 2006 GA21  | 2 abr 2006  | Kitt Peak    | Spacewatch          | —         | MPC                           |
| 358040     | 2006 GE21  | 2 abr 2006  | Kitt Peak    | Spacewatch          | —         | MPC                           |
| 358041     | 2006 GU22  | 2 abr 2006  | Kitt Peak    | Spacewatch          | —         | MPC                           |
| 358042     | 2006 GZ24  | 2 abr 2006  | Kitt Peak    | Spacewatch          | —         | MPC                           |
| 358043     | 2006 GF29  | 2 abr 2006  | Kitt Peak    | Spacewatch          | Mitidika  | MPC                           |
| 358044     | 2006 GB30  | 2 abr 2006  | Mount Lemmon | Mount Lemmon Survey | —         | MPC                           |
| 358045     | 2006 GL35  | 7 abr 2006  | Catalina     | CSS                 | —         | MPC                           |
| 358046     | 2006 GR35  | 7 abr 2006  | Catalina     | CSS                 | —         | MPC                           |
| 358047     | 2006 GM39  | 2 abr 2006  | Catalina     | CSS                 | —         | MPC                           |
| 358048     | 2006 GB46  | 8 abr 2006  | Kitt Peak    | Spacewatch          | —         | MPC                           |
| 358049     | 2006 HZ12  | 19 abr 2006 | Kitt Peak    | Spacewatch          | —         | MPC                           |
| 358050     | 2006 HT17  | 20 abr 2006 | Kitt Peak    | Spacewatch          | —         | MPC                           |
| 358051     | 2006 HD19  | 18 abr 2006 | Kitt Peak    | Spacewatch          | —         | MPC                           |
| 358052     | 2006 HV19  | 19 abr 2006 | Mount Lemmon | Mount Lemmon Survey | —         | MPC                           |
| 358053     | 2006 HL22  | 20 abr 2006 | Kitt Peak    | Spacewatch          | —         | MPC                           |
| 358054     | 2006 HR22  | 20 abr 2006 | Kitt Peak    | Spacewatch          | —         | MPC                           |
| 358055     | 2006 HO25  | 20 abr 2006 | Kitt Peak    | Spacewatch          | —         | MPC                           |
| 358056     | 2006 HA28  | 20 abr 2006 | Kitt Peak    | Spacewatch          | —         | MPC                           |
| 358057     | 2006 HQ32  | 19 abr 2006 | Mount Lemmon | Mount Lemmon Survey | —         | MPC                           |
| 358058     | 2006 HZ35  | 20 abr 2006 | Kitt Peak    | Spacewatch          | —         | MPC                           |
| 358059     | 2006 HE43  | 24 abr 2006 | Mount Lemmon | Mount Lemmon Survey | Mitidika  | MPC                           |
| 358060     | 2006 HR49  | 25 abr 2006 | Socorro      | LINEAR              | —         | MPC                           |
| 358061     | 2006 HA63  | 24 abr 2006 | Kitt Peak    | Spacewatch          | —         | MPC                           |
| 358062     | 2006 HS66  | 2 abr 2006  | Kitt Peak    | Spacewatch          | —         | MPC                           |
| 358063     | 2006 HE67  | 24 abr 2006 | Kitt Peak    | Spacewatch          | —         | MPC                           |
| 358064     | 2006 HP70  | 25 abr 2006 | Kitt Peak    | Spacewatch          | —         | MPC                           |
| 358065     | 2006 HH78  | 25 mar 2006 | Kitt Peak    | Spacewatch          | —         | MPC                           |
| 358066     | 2006 HV80  | 26 abr 2006 | Kitt Peak    | Spacewatch          | —         | MPC                           |
| 358067     | 2006 HO81  | 26 abr 2006 | Kitt Peak    | Spacewatch          | —         | MPC                           |
| 358068     | 2006 HY84  | 26 abr 2006 | Kitt Peak    | Spacewatch          | —         | MPC                           |
| 358069     | 2006 HA89  | 8 abr 2006  | Catalina     | CSS                 | —         | MPC                           |
| 358070     | 2006 HY98  | 30 abr 2006 | Kitt Peak    | Spacewatch          | —         | MPC                           |
| 358071     | 2006 HB105 | 21 abr 2006 | Catalina     | CSS                 | —         | MPC                           |
| 358072     | 2006 HF107 | 30 abr 2006 | Kitt Peak    | Spacewatch          | —         | MPC                           |
| 358073     | 2006 HJ107 | 30 abr 2006 | Kitt Peak    | Spacewatch          | —         | MPC                           |
| 358074     | 2006 HD112 | 8 abr 2006  | Kitt Peak    | Spacewatch          | —         | MPC                           |
| 358075     | 2006 JR3   | 2 mai 2006  | Kitt Peak    | Spacewatch          | —         | MPC                           |
| 358076     | 2006 JA4   | 2 mai 2006  | Mount Lemmon | Mount Lemmon Survey | —         | MPC                           |
| 358077     | 2006 JM5   | 3 mai 2006  | Mount Lemmon | Mount Lemmon Survey | Mitidika  | MPC                           |
| 358078     | 2006 JQ7   | 1 mai 2006  | Kitt Peak    | Spacewatch          | —         | MPC                           |
| 358079     | 2006 JE10  | 1 mai 2006  | Kitt Peak    | Spacewatch          | —         | MPC                           |
| 358080     | 2006 JW11  | 1 mai 2006  | Kitt Peak    | Spacewatch          | —         | MPC                           |
| 358081     | 2006 JG16  | 2 mai 2006  | Mount Lemmon | Mount Lemmon Survey | Mitidika  | MPC                           |
| 358082     | 2006 JG18  | 2 mai 2006  | Mount Lemmon | Mount Lemmon Survey | —         | MPC                           |
| 358083     | 2006 JW19  | 2 mai 2006  | Kitt Peak    | Spacewatch          | —         | MPC                           |
| 358084     | 2006 JD26  | 3 mai 2006  | Reedy Creek  | J. Broughton        | —         | MPC                           |
| 358085     | 2006 JG26  | 3 mai 2006  | Reedy Creek  | J. Broughton        | —         | MPC                           |
| 358086     | 2006 JT29  | 3 mai 2006  | Kitt Peak    | Spacewatch          | —         | MPC                           |
| 358087     | 2006 JA30  | 3 mai 2006  | Kitt Peak    | Spacewatch          | —         | MPC                           |
| 358088     | 2006 JX31  | 3 mai 2006  | Kitt Peak    | Spacewatch          | —         | MPC                           |
| 358089     | 2006 JE44  | 7 fev 2002  | Kitt Peak    | Spacewatch          | —         | MPC                           |
| 358090     | 2006 JD50  | 2 mai 2006  | Mount Lemmon | Mount Lemmon Survey | —         | MPC                           |
| 358091     | 2006 JH59  | 1 mai 2006  | Kitt Peak    | M. W. Buie          | Mitidika  | MPC                           |
| 358092     | 2006 JF80  | 9 mai 2006  | Mount Lemmon | Mount Lemmon Survey | —         | MPC                           |
| 358093     | 2006 KQ3   | 19 mai 2006 | Mount Lemmon | Mount Lemmon Survey | —         | MPC                           |
| 358094     | 2006 KU3   | 19 mai 2006 | Mount Lemmon | Mount Lemmon Survey | —         | MPC                           |
| 358095     | 2006 KG9   | 19 mai 2006 | Mount Lemmon | Mount Lemmon Survey | —         | MPC                           |
| 358096     | 2006 KN19  | 22 mai 2006 | Mount Lemmon | Mount Lemmon Survey | —         | MPC                           |
| 358097     | 2006 KQ20  | 21 mai 2006 | Catalina     | CSS                 | —         | MPC                           |
| 358098     | 2006 KL25  | 19 mai 2006 | Mount Lemmon | Mount Lemmon Survey | —         | MPC                           |
| 358099     | 2006 KH40  | 18 mai 2006 | Palomar      | NEAT                | —         | MPC                           |
| 358100     | 2006 KD42  | 20 mai 2006 | Kitt Peak    | Spacewatch          | —         | MPC                           |

## 358101–358200
| Designação | Designação | Descoberta  | Descoberta    | Descobridor(es)       | Categoria | Mais informações / Referência |
| Permanente | Provisória | Data        | Local         | Descobridor(es)       | Categoria | Mais informações / Referência |
| ---------- | ---------- | ----------- | ------------- | --------------------- | --------- | ----------------------------- |
| 358101     | 2006 KO50  | 21 mai 2006 | Kitt Peak     | Spacewatch            | Mitidika  | MPC                           |
| 358102     | 2006 KF63  | 23 mai 2006 | Mount Lemmon  | Mount Lemmon Survey   | —         | MPC                           |
| 358103     | 2006 KL81  | 13 fev 2002 | Apache Point  | SDSS                  | —         | MPC                           |
| 358104     | 2006 KR86  | 26 mai 2006 | Socorro       | LINEAR                | —         | MPC                           |
| 358105     | 2006 KT90  | 24 mai 2006 | Mount Lemmon  | Mount Lemmon Survey   | —         | MPC                           |
| 358106     | 2006 KA97  | 25 mai 2006 | Kitt Peak     | Spacewatch            | —         | MPC                           |
| 358107     | 2006 KH106 | 31 mai 2006 | Mount Lemmon  | Mount Lemmon Survey   | —         | MPC                           |
| 358108     | 2006 KF115 | 29 mai 2006 | Kitt Peak     | Spacewatch            | —         | MPC                           |
| 358109     | 2006 KZ123 | 30 mai 2006 | Siding Spring | SSS                   | —         | MPC                           |
| 358110     | 2006 OF    | 16 jul 2006 | Needville     | Needville Obs.        | —         | MPC                           |
| 358111     | 2006 OV6   | 21 jul 2006 | Mount Lemmon  | Mount Lemmon Survey   | —         | MPC                           |
| 358112     | 2006 OH13  | 21 jul 2006 | Catalina      | CSS                   | —         | MPC                           |
| 358113     | 2006 OP20  | 18 jul 2006 | Siding Spring | SSS                   | Phocaea   | MPC                           |
| 358114     | 2006 PM4   | 12 ago 2006 | Palomar       | NEAT                  | —         | MPC                           |
| 358115     | 2006 PO11  | 13 ago 2006 | Palomar       | NEAT                  | —         | MPC                           |
| 358116     | 2006 PZ12  | 14 ago 2006 | Siding Spring | SSS                   | —         | MPC                           |
| 358117     | 2006 PC15  | 15 ago 2006 | Palomar       | NEAT                  | —         | MPC                           |
| 358118     | 2006 PX19  | 13 ago 2006 | Palomar       | NEAT                  | —         | MPC                           |
| 358119     | 2006 PN20  | 15 ago 2006 | Palomar       | NEAT                  | —         | MPC                           |
| 358120     | 2006 PK25  | 13 ago 2006 | Palomar       | NEAT                  | —         | MPC                           |
| 358121     | 2006 PD26  | 15 ago 2006 | Palomar       | NEAT                  | Mitidika  | MPC                           |
| 358122     | 2006 PQ29  | 12 ago 2006 | Palomar       | NEAT                  | —         | MPC                           |
| 358123     | 2006 PD36  | 12 ago 2006 | Palomar       | NEAT                  | —         | MPC                           |
| 358124     | 2006 PE41  | 14 ago 2006 | Palomar       | NEAT                  | —         | MPC                           |
| 358125     | 2006 QT20  | 18 ago 2006 | Anderson Mesa | LONEOS                | —         | MPC                           |
| 358126     | 2006 QB32  | 18 ago 2006 | Anderson Mesa | LONEOS                | —         | MPC                           |
| 358127     | 2006 QS32  | 22 ago 2006 | Palomar       | NEAT                  | —         | MPC                           |
| 358128     | 2006 QM53  | 24 ago 2006 | Palomar       | NEAT                  | —         | MPC                           |
| 358129     | 2006 QJ54  | 16 ago 2006 | Siding Spring | SSS                   | —         | MPC                           |
| 358130     | 2006 QP83  | 27 ago 2006 | Kitt Peak     | Spacewatch            | —         | MPC                           |
| 358131     | 2006 QQ111 | 21 ago 2006 | Kitt Peak     | Spacewatch            | —         | MPC                           |
| 358132     | 2006 QC121 | 27 ago 2006 | Anderson Mesa | LONEOS                | —         | MPC                           |
| 358133     | 2006 QN121 | 29 ago 2006 | Catalina      | CSS                   | —         | MPC                           |
| 358134     | 2006 QU126 | 16 ago 2006 | Palomar       | NEAT                  | —         | MPC                           |
| 358135     | 2006 QC131 | 20 ago 2006 | Palomar       | NEAT                  | —         | MPC                           |
| 358136     | 2006 QP133 | 24 ago 2006 | Socorro       | LINEAR                | —         | MPC                           |
| 358137     | 2006 QV133 | 24 ago 2006 | Socorro       | LINEAR                | —         | MPC                           |
| 358138     | 2006 QP142 | 29 ago 2006 | Anderson Mesa | LONEOS                | —         | MPC                           |
| 358139     | 2006 QZ145 | 18 ago 2006 | Kitt Peak     | Spacewatch            | —         | MPC                           |
| 358140     | 2006 QA148 | 18 ago 2006 | Kitt Peak     | Spacewatch            | —         | MPC                           |
| 358141     | 2006 QZ179 | 23 ago 2006 | Cerro Tololo  | M. W. Buie            | —         | MPC                           |
| 358142     | 2006 QK182 | 28 ago 2006 | Apache Point  | A. C. Becker          | —         | MPC                           |
| 358143     | 2006 QZ183 | 18 ago 2006 | Kitt Peak     | Spacewatch            | —         | MPC                           |
| 358144     | 2006 QH185 | 28 ago 2006 | Kitt Peak     | Spacewatch            | —         | MPC                           |
| 358145     | 2006 RU8   | 12 set 2006 | Catalina      | CSS                   | —         | MPC                           |
| 358146     | 2006 RA13  | 14 set 2006 | Kitt Peak     | Spacewatch            | —         | MPC                           |
| 358147     | 2006 RB17  | 14 set 2006 | Palomar       | NEAT                  | —         | MPC                           |
| 358148     | 2006 RJ40  | 13 set 2006 | Palomar       | NEAT                  | —         | MPC                           |
| 358149     | 2006 RO43  | 14 set 2006 | Kitt Peak     | Spacewatch            | —         | MPC                           |
| 358150     | 2006 RS44  | 14 set 2006 | Kitt Peak     | Spacewatch            | —         | MPC                           |
| 358151     | 2006 RE52  | 14 set 2006 | Kitt Peak     | Spacewatch            | —         | MPC                           |
| 358152     | 2006 RH54  | 14 set 2006 | Kitt Peak     | Spacewatch            | —         | MPC                           |
| 358153     | 2006 RN55  | 14 set 2006 | Kitt Peak     | Spacewatch            | —         | MPC                           |
| 358154     | 2006 RT66  | 14 set 2006 | Kitt Peak     | Spacewatch            | Phocaea   | MPC                           |
| 358155     | 2006 RF72  | 15 set 2006 | Kitt Peak     | Spacewatch            | —         | MPC                           |
| 358156     | 2006 RT74  | 5 jun 2005  | Kitt Peak     | Spacewatch            | Phocaea   | MPC                           |
| 358157     | 2006 RR75  | 15 set 2006 | Kitt Peak     | Spacewatch            | —         | MPC                           |
| 358158     | 2006 RE80  | 15 set 2006 | Kitt Peak     | Spacewatch            | —         | MPC                           |
| 358159     | 2006 RX85  | 15 set 2006 | Kitt Peak     | Spacewatch            | —         | MPC                           |
| 358160     | 2006 RD86  | 15 set 2006 | Kitt Peak     | Spacewatch            | —         | MPC                           |
| 358161     | 2006 RR90  | 15 set 2006 | Kitt Peak     | Spacewatch            | —         | MPC                           |
| 358162     | 2006 RZ92  | 15 set 2006 | Kitt Peak     | Spacewatch            | —         | MPC                           |
| 358163     | 2006 RY93  | 15 set 2006 | Kitt Peak     | Spacewatch            | —         | MPC                           |
| 358164     | 2006 RN95  | 15 set 2006 | Kitt Peak     | Spacewatch            | —         | MPC                           |
| 358165     | 2006 RX103 | 11 set 2006 | Apache Point  | A. C. Becker          | Eos       | MPC                           |
| 358166     | 2006 RW112 | 9 abr 1999  | Kitt Peak     | Spacewatch            | —         | MPC                           |
| 358167     | 2006 RK119 | 14 set 2006 | Mauna Kea     | J. Masiero            | —         | MPC                           |
| 358168     | 2006 SS12  | 16 set 2006 | Palomar       | NEAT                  | —         | MPC                           |
| 358169     | 2006 SD14  | 17 set 2006 | Socorro       | LINEAR                | —         | MPC                           |
| 358170     | 2006 SH37  | 17 set 2006 | Kitt Peak     | Spacewatch            | —         | MPC                           |
| 358171     | 2006 SO41  | 18 set 2006 | Kitt Peak     | Spacewatch            | —         | MPC                           |
| 358172     | 2006 SL56  | 19 set 2006 | Catalina      | CSS                   | —         | MPC                           |
| 358173     | 2006 SL57  | 18 set 2006 | Kitt Peak     | Spacewatch            | —         | MPC                           |
| 358174     | 2006 SR57  | 20 set 2006 | Črni Vrh      | Črni Vrh              | —         | MPC                           |
| 358175     | 2006 SD62  | 18 set 2006 | Catalina      | CSS                   | —         | MPC                           |
| 358176     | 2006 SA68  | 19 set 2006 | Kitt Peak     | Spacewatch            | Eos       | MPC                           |
| 358177     | 2006 SY68  | 19 set 2006 | Kitt Peak     | Spacewatch            | —         | MPC                           |
| 358178     | 2006 SQ69  | 19 set 2006 | Catalina      | CSS                   | —         | MPC                           |
| 358179     | 2006 SZ77  | 23 set 2006 | Piszkéstető   | K. Sárneczky, Z. Kuli | —         | MPC                           |
| 358180     | 2006 ST78  | 16 set 2006 | Catalina      | CSS                   | —         | MPC                           |
| 358181     | 2006 SX80  | 18 set 2006 | Kitt Peak     | Spacewatch            | —         | MPC                           |
| 358182     | 2006 SQ81  | 18 set 2006 | Kitt Peak     | Spacewatch            | —         | MPC                           |
| 358183     | 2006 SE82  | 18 set 2006 | Kitt Peak     | Spacewatch            | —         | MPC                           |
| 358184     | 2006 SU85  | 18 set 2006 | Kitt Peak     | Spacewatch            | —         | MPC                           |
| 358185     | 2006 SF89  | 18 set 2006 | Kitt Peak     | Spacewatch            | —         | MPC                           |
| 358186     | 2006 ST89  | 18 set 2006 | Kitt Peak     | Spacewatch            | —         | MPC                           |
| 358187     | 2006 SR95  | 18 set 2006 | Kitt Peak     | Spacewatch            | —         | MPC                           |
| 358188     | 2006 SN96  | 18 set 2006 | Kitt Peak     | Spacewatch            | —         | MPC                           |
| 358189     | 2006 SU97  | 18 set 2006 | Kitt Peak     | Spacewatch            | —         | MPC                           |
| 358190     | 2006 SA99  | 18 set 2006 | Kitt Peak     | Spacewatch            | —         | MPC                           |
| 358191     | 2006 SE99  | 18 set 2006 | Kitt Peak     | Spacewatch            | —         | MPC                           |
| 358192     | 2006 SJ103 | 19 set 2006 | Kitt Peak     | Spacewatch            | —         | MPC                           |
| 358193     | 2006 SH104 | 19 set 2006 | Kitt Peak     | Spacewatch            | —         | MPC                           |
| 358194     | 2006 ST104 | 19 set 2006 | Kitt Peak     | Spacewatch            | —         | MPC                           |
| 358195     | 2006 SL109 | 19 set 2006 | Kitt Peak     | Spacewatch            | —         | MPC                           |
| 358196     | 2006 SP112 | 23 set 2006 | Kitt Peak     | Spacewatch            | —         | MPC                           |
| 358197     | 2006 SB114 | 23 set 2006 | Kitt Peak     | Spacewatch            | —         | MPC                           |
| 358198     | 2006 SQ132 | 16 set 2006 | Anderson Mesa | LONEOS                | —         | MPC                           |
| 358199     | 2006 SO139 | 21 set 2006 | Anderson Mesa | LONEOS                | —         | MPC                           |
| 358200     | 2006 SF148 | 19 set 2006 | Catalina      | CSS                   | —         | MPC                           |

## 358201–358300
| Designação | Designação | Descoberta  | Descoberta        | Descobridor(es)     | Categoria | Mais informações / Referência |
| Permanente | Provisória | Data        | Local             | Descobridor(es)     | Categoria | Mais informações / Referência |
| ---------- | ---------- | ----------- | ----------------- | ------------------- | --------- | ----------------------------- |
| 358201     | 2006 SU153 | 20 set 2006 | Catalina          | CSS                 | —         | MPC                           |
| 358202     | 2006 SL156 | 23 set 2006 | Kitt Peak         | Spacewatch          | —         | MPC                           |
| 358203     | 2006 SV160 | 23 set 2006 | Kitt Peak         | Spacewatch          | —         | MPC                           |
| 358204     | 2006 SK165 | 25 set 2006 | Kitt Peak         | Spacewatch          | —         | MPC                           |
| 358205     | 2006 SJ173 | 25 set 2006 | Kitt Peak         | Spacewatch          | —         | MPC                           |
| 358206     | 2006 SS184 | 25 set 2006 | Mount Lemmon      | Mount Lemmon Survey | —         | MPC                           |
| 358207     | 2006 SP188 | 26 set 2006 | Kitt Peak         | Spacewatch          | —         | MPC                           |
| 358208     | 2006 SF189 | 26 set 2006 | Kitt Peak         | Spacewatch          | —         | MPC                           |
| 358209     | 2006 SM189 | 26 set 2006 | Kitt Peak         | Spacewatch          | —         | MPC                           |
| 358210     | 2006 SJ192 | 26 set 2006 | Mount Lemmon      | Mount Lemmon Survey | —         | MPC                           |
| 358211     | 2006 SL199 | 24 set 2006 | Kitt Peak         | Spacewatch          | —         | MPC                           |
| 358212     | 2006 SX200 | 24 set 2006 | Kitt Peak         | Spacewatch          | —         | MPC                           |
| 358213     | 2006 SL206 | 25 set 2006 | Mount Lemmon      | Mount Lemmon Survey | Phocaea   | MPC                           |
| 358214     | 2006 SB207 | 25 set 2006 | Kitt Peak         | Spacewatch          | —         | MPC                           |
| 358215     | 2006 SM208 | 26 set 2006 | Socorro           | LINEAR              | —         | MPC                           |
| 358216     | 2006 SR212 | 26 set 2006 | Catalina          | CSS                 | —         | MPC                           |
| 358217     | 2006 SY213 | 16 set 2006 | Catalina          | CSS                 | —         | MPC                           |
| 358218     | 2006 SK225 | 26 set 2006 | Kitt Peak         | Spacewatch          | —         | MPC                           |
| 358219     | 2006 SH228 | 26 set 2006 | Kitt Peak         | Spacewatch          | —         | MPC                           |
| 358220     | 2006 SM229 | 26 set 2006 | Kitt Peak         | Spacewatch          | —         | MPC                           |
| 358221     | 2006 ST230 | 17 set 2006 | Catalina          | CSS                 | —         | MPC                           |
| 358222     | 2006 SA234 | 18 set 2006 | Kitt Peak         | Spacewatch          | —         | MPC                           |
| 358223     | 2006 SZ243 | 26 set 2006 | Kitt Peak         | Spacewatch          | —         | MPC                           |
| 358224     | 2006 SQ244 | 26 set 2006 | Kitt Peak         | Spacewatch          | —         | MPC                           |
| 358225     | 2006 SD255 | 26 set 2006 | Catalina          | CSS                 | —         | MPC                           |
| 358226     | 2006 SM257 | 26 set 2006 | Kitt Peak         | Spacewatch          | Charis    | MPC                           |
| 358227     | 2006 SA258 | 26 set 2006 | Kitt Peak         | Spacewatch          | —         | MPC                           |
| 358228     | 2006 SL262 | 26 set 2006 | Mount Lemmon      | Mount Lemmon Survey | —         | MPC                           |
| 358229     | 2006 SC265 | 26 set 2006 | Kitt Peak         | Spacewatch          | —         | MPC                           |
| 358230     | 2006 SX278 | 28 set 2006 | Kitt Peak         | Spacewatch          | —         | MPC                           |
| 358231     | 2006 SM290 | 18 set 2006 | Calvin-Rehoboth   | L. A. Molnar        | —         | MPC                           |
| 358232     | 2006 SE293 | 25 set 2006 | Kitt Peak         | Spacewatch          | —         | MPC                           |
| 358233     | 2006 SK302 | 27 set 2006 | Kitt Peak         | Spacewatch          | —         | MPC                           |
| 358234     | 2006 SO310 | 27 set 2006 | Kitt Peak         | Spacewatch          | —         | MPC                           |
| 358235     | 2006 SR326 | 27 set 2006 | Kitt Peak         | Spacewatch          | —         | MPC                           |
| 358236     | 2006 SV331 | 28 set 2006 | Mount Lemmon      | Mount Lemmon Survey | —         | MPC                           |
| 358237     | 2006 SN333 | 28 set 2006 | Kitt Peak         | Spacewatch          | —         | MPC                           |
| 358238     | 2006 SD335 | 28 set 2006 | Kitt Peak         | Spacewatch          | —         | MPC                           |
| 358239     | 2006 SO335 | 28 set 2006 | Kitt Peak         | Spacewatch          | —         | MPC                           |
| 358240     | 2006 SK337 | 28 set 2006 | Kitt Peak         | Spacewatch          | —         | MPC                           |
| 358241     | 2006 SQ337 | 28 set 2006 | Kitt Peak         | Spacewatch          | —         | MPC                           |
| 358242     | 2006 SU341 | 28 set 2006 | Kitt Peak         | Spacewatch          | —         | MPC                           |
| 358243     | 2006 SO343 | 21 mar 1999 | Apache Point      | SDSS                | Eos       | MPC                           |
| 358244     | 2006 SJ362 | 30 set 2006 | Mount Lemmon      | Mount Lemmon Survey | —         | MPC                           |
| 358245     | 2006 SA366 | 30 set 2006 | Mount Lemmon      | Mount Lemmon Survey | —         | MPC                           |
| 358246     | 2006 SS381 | 22 set 2006 | Apache Point      | A. C. Becker        | —         | MPC                           |
| 358247     | 2006 SD408 | 27 set 2006 | Mount Lemmon      | Mount Lemmon Survey | —         | MPC                           |
| 358248     | 2006 SF413 | 19 set 2006 | Kitt Peak         | Spacewatch          | —         | MPC                           |
| 358249     | 2006 TZ5   | 2 out 2006  | Mount Lemmon      | Mount Lemmon Survey | —         | MPC                           |
| 358250     | 2006 TU10  | 11 out 2006 | Kitt Peak         | Spacewatch          | —         | MPC                           |
| 358251     | 2006 TH21  | 11 out 2006 | Kitt Peak         | Spacewatch          | —         | MPC                           |
| 358252     | 2006 TD24  | 12 out 2006 | Palomar           | NEAT                | —         | MPC                           |
| 358253     | 2006 TO28  | 12 out 2006 | Kitt Peak         | Spacewatch          | —         | MPC                           |
| 358254     | 2006 TM33  | 12 out 2006 | Kitt Peak         | Spacewatch          | —         | MPC                           |
| 358255     | 2006 TN33  | 4 out 2006  | Mount Lemmon      | Mount Lemmon Survey | —         | MPC                           |
| 358256     | 2006 TX33  | 12 out 2006 | Kitt Peak         | Spacewatch          | —         | MPC                           |
| 358257     | 2006 TW34  | 12 out 2006 | Kitt Peak         | Spacewatch          | —         | MPC                           |
| 358258     | 2006 TL36  | 12 out 2006 | Kitt Peak         | Spacewatch          | —         | MPC                           |
| 358259     | 2006 TN40  | 12 out 2006 | Kitt Peak         | Spacewatch          | —         | MPC                           |
| 358260     | 2006 TC45  | 12 out 2006 | Kitt Peak         | Spacewatch          | —         | MPC                           |
| 358261     | 2006 TV45  | 12 out 2006 | Kitt Peak         | Spacewatch          | —         | MPC                           |
| 358262     | 2006 TZ53  | 12 out 2006 | Kitt Peak         | Spacewatch          | —         | MPC                           |
| 358263     | 2006 TX60  | 15 out 2006 | Bergisch Gladbach | W. Bickel           | —         | MPC                           |
| 358264     | 2006 TO71  | 11 out 2006 | Palomar           | NEAT                | —         | MPC                           |
| 358265     | 2006 TR91  | 13 out 2006 | Kitt Peak         | Spacewatch          | —         | MPC                           |
| 358266     | 2006 TU97  | 27 set 2006 | Mount Lemmon      | Mount Lemmon Survey | —         | MPC                           |
| 358267     | 2006 TZ101 | 15 out 2006 | Kitt Peak         | Spacewatch          | —         | MPC                           |
| 358268     | 2006 TW106 | 15 out 2006 | Catalina          | CSS                 | —         | MPC                           |
| 358269     | 2006 TL109 | 4 out 2006  | Mount Lemmon      | Mount Lemmon Survey | —         | MPC                           |
| 358270     | 2006 TZ110 | 1 out 2006  | Apache Point      | A. C. Becker        | —         | MPC                           |
| 358271     | 2006 TF120 | 12 out 2006 | Apache Point      | A. C. Becker        | —         | MPC                           |
| 358272     | 2006 TG121 | 12 out 2006 | Apache Point      | A. C. Becker        | —         | MPC                           |
| 358273     | 2006 TR123 | 2 out 2006  | Mount Lemmon      | Mount Lemmon Survey | —         | MPC                           |
| 358274     | 2006 UD4   | 18 out 2006 | Piszkéstető       | K. Sárneczky        | —         | MPC                           |
| 358275     | 2006 UY13  | 17 out 2006 | Mount Lemmon      | Mount Lemmon Survey | —         | MPC                           |
| 358276     | 2006 UX16  | 16 out 2006 | Junk Bond         | D. Healy            | —         | MPC                           |
| 358277     | 2006 UK21  | 16 out 2006 | Kitt Peak         | Spacewatch          | —         | MPC                           |
| 358278     | 2006 UO31  | 16 out 2006 | Kitt Peak         | Spacewatch          | —         | MPC                           |
| 358279     | 2006 UX33  | 16 out 2006 | Kitt Peak         | Spacewatch          | —         | MPC                           |
| 358280     | 2006 UN38  | 16 out 2006 | Kitt Peak         | Spacewatch          | Themis    | MPC                           |
| 358281     | 2006 UK40  | 16 out 2006 | Kitt Peak         | Spacewatch          | Eos       | MPC                           |
| 358282     | 2006 UQ41  | 16 out 2006 | Kitt Peak         | Spacewatch          | —         | MPC                           |
| 358283     | 2006 UU41  | 16 out 2006 | Kitt Peak         | Spacewatch          | —         | MPC                           |
| 358284     | 2006 US44  | 16 out 2006 | Kitt Peak         | Spacewatch          | —         | MPC                           |
| 358285     | 2006 UC47  | 16 out 2006 | Kitt Peak         | Spacewatch          | —         | MPC                           |
| 358286     | 2006 UD49  | 17 out 2006 | Kitt Peak         | Spacewatch          | —         | MPC                           |
| 358287     | 2006 UE61  | 19 out 2006 | Kitt Peak         | Spacewatch          | —         | MPC                           |
| 358288     | 2006 UT65  | 16 out 2006 | Catalina          | CSS                 | —         | MPC                           |
| 358289     | 2006 UM71  | 16 out 2006 | Bergisch Gladbac  | W. Bickel           | —         | MPC                           |
| 358290     | 2006 US86  | 17 out 2006 | Mount Lemmon      | Mount Lemmon Survey | —         | MPC                           |
| 358291     | 2006 UZ87  | 17 out 2006 | Kitt Peak         | Spacewatch          | —         | MPC                           |
| 358292     | 2006 UW94  | 18 out 2006 | Kitt Peak         | Spacewatch          | —         | MPC                           |
| 358293     | 2006 UE96  | 18 out 2006 | Kitt Peak         | Spacewatch          | —         | MPC                           |
| 358294     | 2006 UP96  | 18 out 2006 | Kitt Peak         | Spacewatch          | —         | MPC                           |
| 358295     | 2006 UG101 | 18 out 2006 | Kitt Peak         | Spacewatch          | —         | MPC                           |
| 358296     | 2006 UF102 | 18 out 2006 | Kitt Peak         | Spacewatch          | —         | MPC                           |
| 358297     | 2006 UA110 | 19 out 2006 | Kitt Peak         | Spacewatch          | —         | MPC                           |
| 358298     | 2006 UT117 | 19 out 2006 | Kitt Peak         | Spacewatch          | —         | MPC                           |
| 358299     | 2006 UK125 | 19 out 2006 | Kitt Peak         | Spacewatch          | —         | MPC                           |
| 358300     | 2006 UL127 | 19 out 2006 | Kitt Peak         | Spacewatch          | —         | MPC                           |

## 358301–358400
| Designação  | Designação | Descoberta  | Descoberta        | Descobridor(es)     | Categoria | Mais informações / Referência |
| Permanente  | Provisória | Data        | Local             | Descobridor(es)     | Categoria | Mais informações / Referência |
| ----------- | ---------- | ----------- | ----------------- | ------------------- | --------- | ----------------------------- |
| 358301      | 2006 US150 | 20 out 2006 | Mount Lemmon      | Mount Lemmon Survey | —         | MPC                           |
| 358302      | 2006 UZ160 | 21 out 2006 | Mount Lemmon      | Mount Lemmon Survey | —         | MPC                           |
| 358303      | 2006 UJ162 | 21 out 2006 | Mount Lemmon      | Mount Lemmon Survey | —         | MPC                           |
| 358304      | 2006 UW165 | 21 out 2006 | Mount Lemmon      | Mount Lemmon Survey | —         | MPC                           |
| 358305      | 2006 UC172 | 21 out 2006 | Mount Lemmon      | Mount Lemmon Survey | —         | MPC                           |
| 358306      | 2006 UA183 | 17 out 2006 | Catalina          | CSS                 | —         | MPC                           |
| 358307      | 2006 US185 | 15 jan 1999 | Kitt Peak         | Spacewatch          | —         | MPC                           |
| 358308      | 2006 UO226 | 20 out 2006 | Palomar           | NEAT                | —         | MPC                           |
| 358309      | 2006 UK229 | 28 set 2006 | Mount Lemmon      | Mount Lemmon Survey | —         | MPC                           |
| 358310      | 2006 UV240 | 23 out 2006 | Mount Lemmon      | Mount Lemmon Survey | —         | MPC                           |
| 358311      | 2006 UG255 | 20 out 2006 | Socorro           | LINEAR              | —         | MPC                           |
| 358312      | 2006 UQ266 | 27 out 2006 | Kitt Peak         | Spacewatch          | —         | MPC                           |
| 358313      | 2006 UG268 | 27 out 2006 | Mount Lemmon      | Mount Lemmon Survey | —         | MPC                           |
| 358314      | 2006 UW268 | 16 out 2006 | Kitt Peak         | Spacewatch          | —         | MPC                           |
| 358315      | 2006 UR270 | 27 out 2006 | Mount Lemmon      | Mount Lemmon Survey | —         | MPC                           |
| 358316      | 2006 UY271 | 27 out 2006 | Kitt Peak         | Spacewatch          | —         | MPC                           |
| 358317      | 2006 UX275 | 28 out 2006 | Kitt Peak         | Spacewatch          | —         | MPC                           |
| 358318      | 2006 UY288 | 31 out 2006 | Mount Lemmon      | Mount Lemmon Survey | —         | MPC                           |
| 358319      | 2006 UE290 | 31 out 2006 | Kitt Peak         | Spacewatch          | Maria     | MPC                           |
| 358320      | 2006 UX329 | 31 out 2006 | Mount Lemmon      | Mount Lemmon Survey | —         | MPC                           |
| 358321      | 2006 UY345 | 16 out 2006 | Kitt Peak         | Spacewatch          | Themis    | MPC                           |
| 358322      | 2006 UX360 | 27 out 2006 | Mount Lemmon      | Mount Lemmon Survey | —         | MPC                           |
| 358323      | 2006 UZ360 | 16 out 2006 | Catalina          | CSS                 | —         | MPC                           |
| 358324      | 2006 VT6   | 10 nov 2006 | Kitt Peak         | Spacewatch          | —         | MPC                           |
| 358325      | 2006 VL16  | 9 nov 2006  | Kitt Peak         | Spacewatch          | —         | MPC                           |
| 358326      | 2006 VH20  | 9 nov 2006  | Kitt Peak         | Spacewatch          | —         | MPC                           |
| 358327      | 2006 VA24  | 10 nov 2006 | Kitt Peak         | Spacewatch          | —         | MPC                           |
| 358328      | 2006 VB29  | 10 nov 2006 | Kitt Peak         | Spacewatch          | —         | MPC                           |
| 358329      | 2006 VQ45  | 14 nov 2006 | Kitt Peak         | Spacewatch          | —         | MPC                           |
| 358330      | 2006 VK62  | 28 set 2006 | Mount Lemmon      | Mount Lemmon Survey | —         | MPC                           |
| 358331      | 2006 VF65  | 11 nov 2006 | Kitt Peak         | Spacewatch          | —         | MPC                           |
| 358332      | 2006 VT65  | 11 nov 2006 | Kitt Peak         | Spacewatch          | —         | MPC                           |
| 358333      | 2006 VY67  | 11 nov 2006 | Kitt Peak         | Spacewatch          | —         | MPC                           |
| 358334      | 2006 VL74  | 11 nov 2006 | Kitt Peak         | Spacewatch          | —         | MPC                           |
| 358335      | 2006 VH77  | 12 nov 2006 | Mount Lemmon      | Mount Lemmon Survey | —         | MPC                           |
| 358336      | 2006 VQ79  | 12 nov 2006 | Mount Lemmon      | Mount Lemmon Survey | —         | MPC                           |
| 358337      | 2006 VE81  | 31 out 2006 | Mount Lemmon      | Mount Lemmon Survey | —         | MPC                           |
| 358338      | 2006 VQ91  | 14 nov 2006 | Mount Lemmon      | Mount Lemmon Survey | —         | MPC                           |
| 358339      | 2006 VM103 | 12 nov 2006 | Lulin Observatory | H.-C. Lin, Q.-z. Ye | —         | MPC                           |
| 358340      | 2006 VZ105 | 13 nov 2006 | Mount Lemmon      | Mount Lemmon Survey | —         | MPC                           |
| 358341      | 2006 VH112 | 13 nov 2006 | Palomar           | NEAT                | —         | MPC                           |
| 358342      | 2006 VC115 | 14 nov 2006 | Mount Lemmon      | Mount Lemmon Survey | —         | MPC                           |
| 358343      | 2006 VR135 | 15 nov 2006 | Kitt Peak         | Spacewatch          | —         | MPC                           |
| 358344      | 2006 VZ143 | 15 nov 2006 | Catalina          | CSS                 | —         | MPC                           |
| 358345      | 2006 WZ6   | 16 nov 2006 | Mount Lemmon      | Mount Lemmon Survey | —         | MPC                           |
| 358346      | 2006 WR19  | 2 out 2006  | Mount Lemmon      | Mount Lemmon Survey | —         | MPC                           |
| 358347      | 2006 WZ38  | 16 nov 2006 | Kitt Peak         | Spacewatch          | —         | MPC                           |
| 358348      | 2006 WQ48  | 16 nov 2006 | Kitt Peak         | Spacewatch          | —         | MPC                           |
| 358349      | 2006 WS61  | 17 nov 2006 | Catalina          | CSS                 | —         | MPC                           |
| 358350      | 2006 WE77  | 17 out 2006 | Mount Lemmon      | Mount Lemmon Survey | —         | MPC                           |
| 358351      | 2006 WX92  | 19 nov 2006 | Kitt Peak         | Spacewatch          | —         | MPC                           |
| 358352      | 2006 WV103 | 19 nov 2006 | Kitt Peak         | Spacewatch          | —         | MPC                           |
| 358353      | 2006 WZ103 | 19 nov 2006 | Kitt Peak         | Spacewatch          | —         | MPC                           |
| 358354      | 2006 WX109 | 19 nov 2006 | Kitt Peak         | Spacewatch          | —         | MPC                           |
| 358355      | 2006 WO111 | 11 nov 2006 | Kitt Peak         | Spacewatch          | —         | MPC                           |
| 358356      | 2006 WF116 | 27 out 2006 | Kitt Peak         | Spacewatch          | —         | MPC                           |
| 358357      | 2006 WL123 | 21 nov 2006 | Mount Lemmon      | Mount Lemmon Survey | —         | MPC                           |
| 358358      | 2006 WV143 | 20 nov 2006 | Kitt Peak         | Spacewatch          | —         | MPC                           |
| 358359      | 2006 WQ176 | 23 nov 2006 | Mount Lemmon      | Mount Lemmon Survey | —         | MPC                           |
| 358360      | 2006 WM188 | 31 out 2006 | Mount Lemmon      | Mount Lemmon Survey | —         | MPC                           |
| 358361      | 2006 WF193 | 11 nov 2006 | Kitt Peak         | Spacewatch          | —         | MPC                           |
| 358362      | 2006 WX197 | 25 nov 2006 | Mount Lemmon      | Mount Lemmon Survey | —         | MPC                           |
| 358363      | 2006 WK199 | 28 out 2006 | Mount Lemmon      | Mount Lemmon Survey | —         | MPC                           |
| 358364      | 2006 WL200 | 19 nov 2006 | Kitt Peak         | Spacewatch          | —         | MPC                           |
| 358365      | 2006 WL201 | 20 nov 2006 | Catalina          | CSS                 | —         | MPC                           |
| 358366      | 2006 WW201 | 24 nov 2006 | Mount Lemmon      | Mount Lemmon Survey | —         | MPC                           |
| 358367      | 2006 XT8   | 9 dez 2006  | Palomar           | NEAT                | —         | MPC                           |
| 358368      | 2006 XW9   | 9 dez 2006  | Kitt Peak         | Spacewatch          | —         | MPC                           |
| 358369      | 2006 XE15  | 10 dez 2006 | Kitt Peak         | Spacewatch          | —         | MPC                           |
| 358370      | 2006 XC19  | 11 dez 2006 | Kitt Peak         | Spacewatch          | —         | MPC                           |
| 358371      | 2006 XM20  | 22 out 2006 | Mount Lemmon      | Mount Lemmon Survey | —         | MPC                           |
| 358372      | 2006 XN24  | 12 dez 2006 | Catalina          | CSS                 | —         | MPC                           |
| 358373      | 2006 XL27  | 1 dez 2006  | Kitt Peak         | Spacewatch          | —         | MPC                           |
| 358374      | 2006 XS36  | 11 dez 2006 | Kitt Peak         | Spacewatch          | —         | MPC                           |
| 358375      | 2006 XE37  | 11 dez 2006 | Kitt Peak         | Spacewatch          | —         | MPC                           |
| 358376 Gwyn | 2006 XT67  | 13 dez 2006 | Mauna Kea         | D. D. Balam         | —         | MPC                           |
| 358377      | 2006 XS69  | 13 dez 2006 | Kitt Peak         | Spacewatch          | —         | MPC                           |
| 358378      | 2006 XJ71  | 15 dez 2006 | Kitt Peak         | Spacewatch          | —         | MPC                           |
| 358379      | 2006 XY71  | 1 dez 2006  | Mount Lemmon      | Mount Lemmon Survey | —         | MPC                           |
| 358380      | 2006 XZ72  | 15 dez 2006 | Kitt Peak         | Spacewatch          | —         | MPC                           |
| 358381      | 2006 XJ73  | 15 dez 2006 | Kitt Peak         | Spacewatch          | —         | MPC                           |
| 358382      | 2006 YZ10  | 27 nov 2006 | Mount Lemmon      | Mount Lemmon Survey | —         | MPC                           |
| 358383      | 2006 YQ19  | 24 dez 2006 | Bergisch Gladbac  | W. Bickel           | —         | MPC                           |
| 358384      | 2006 YT29  | 21 dez 2006 | Kitt Peak         | Spacewatch          | —         | MPC                           |
| 358385      | 2006 YK32  | 16 dez 2006 | Mount Lemmon      | Mount Lemmon Survey | —         | MPC                           |
| 358386      | 2006 YE36  | 21 dez 2006 | Kitt Peak         | Spacewatch          | —         | MPC                           |
| 358387      | 2006 YP38  | 21 dez 2006 | Kitt Peak         | Spacewatch          | —         | MPC                           |
| 358388      | 2006 YJ42  | 22 dez 2006 | Mount Lemmon      | Mount Lemmon Survey | —         | MPC                           |
| 358389      | 2006 YT42  | 23 dez 2006 | Catalina          | CSS                 | —         | MPC                           |
| 358390      | 2006 YT45  | 12 dez 2006 | Kitt Peak         | Spacewatch          | —         | MPC                           |
| 358391      | 2006 YM51  | 27 dez 2006 | Mount Lemmon      | Mount Lemmon Survey | —         | MPC                           |
| 358392      | 2007 AR7   | 9 jan 2007  | Mount Lemmon      | Mount Lemmon Survey | —         | MPC                           |
| 358393      | 2007 AJ22  | 15 jan 2007 | Kitt Peak         | Spacewatch          | —         | MPC                           |
| 358394      | 2007 AE24  | 10 jan 2007 | Mount Lemmon      | Mount Lemmon Survey | —         | MPC                           |
| 358395      | 2007 AP25  | 15 jan 2007 | Anderson Mesa     | LONEOS              | —         | MPC                           |
| 358396      | 2007 AK30  | 10 jan 2007 | Mount Lemmon      | Mount Lemmon Survey | Brangane  | MPC                           |
| 358397      | 2007 AO31  | 10 jan 2007 | Kitt Peak         | Spacewatch          | —         | MPC                           |
| 358398      | 2007 BD6   | 17 jan 2007 | Palomar           | NEAT                | —         | MPC                           |
| 358399      | 2007 BE6   | 17 jan 2007 | Palomar           | NEAT                | —         | MPC                           |
| 358400      | 2007 BD22  | 24 jan 2007 | Socorro           | LINEAR              | Brangane  | MPC                           |

## 358401–358500
| Designação | Designação | Descoberta  | Descoberta       | Descobridor(es)       | Categoria | Mais informações / Referência |
| Permanente | Provisória | Data        | Local            | Descobridor(es)       | Categoria | Mais informações / Referência |
| ---------- | ---------- | ----------- | ---------------- | --------------------- | --------- | ----------------------------- |
| 358401     | 2007 BL26  | 24 jan 2007 | Mount Lemmon     | Mount Lemmon Survey   | —         | MPC                           |
| 358402     | 2007 BJ35  | 24 jan 2007 | Mount Lemmon     | Mount Lemmon Survey   | Brangane  | MPC                           |
| 358403     | 2007 BR40  | 24 jan 2007 | Mount Lemmon     | Mount Lemmon Survey   | —         | MPC                           |
| 358404     | 2007 BX43  | 24 jan 2007 | Catalina         | CSS                   | —         | MPC                           |
| 358405     | 2007 BO54  | 24 jan 2007 | Kitt Peak        | Spacewatch            | Brangane  | MPC                           |
| 358406     | 2007 BM58  | 24 jan 2007 | Catalina         | CSS                   | —         | MPC                           |
| 358407     | 2007 BJ71  | 28 jan 2007 | Mount Lemmon     | Mount Lemmon Survey   | Brangane  | MPC                           |
| 358408     | 2007 BU79  | 26 jan 2007 | Kitt Peak        | Spacewatch            | —         | MPC                           |
| 358409     | 2007 CE2   | 6 fev 2007  | Kitt Peak        | Spacewatch            | —         | MPC                           |
| 358410     | 2007 CT5   | 7 fev 2007  | Catalina         | CSS                   | —         | MPC                           |
| 358411     | 2007 CA7   | 13 dez 2006 | Mount Lemmon     | Mount Lemmon Survey   | —         | MPC                           |
| 358412     | 2007 CN12  | 6 fev 2007  | Kitt Peak        | Spacewatch            | —         | MPC                           |
| 358413     | 2007 CS13  | 7 fev 2007  | Kitt Peak        | Spacewatch            | Ursula    | MPC                           |
| 358414     | 2007 CS20  | 6 fev 2007  | Mount Lemmon     | Mount Lemmon Survey   | —         | MPC                           |
| 358415     | 2007 CA24  | 8 fev 2007  | Kitt Peak        | Spacewatch            | Brangane  | MPC                           |
| 358416     | 2007 CN24  | 8 fev 2007  | Mount Lemmon     | Mount Lemmon Survey   | —         | MPC                           |
| 358417     | 2007 CN25  | 8 fev 2007  | Kitt Peak        | Spacewatch            | —         | MPC                           |
| 358418     | 2007 CV35  | 6 fev 2007  | Mount Lemmon     | Mount Lemmon Survey   | —         | MPC                           |
| 358419     | 2007 CS36  | 6 fev 2007  | Mount Lemmon     | Mount Lemmon Survey   | —         | MPC                           |
| 358420     | 2007 CP43  | 8 fev 2007  | Kitt Peak        | Spacewatch            | Brangane  | MPC                           |
| 358421     | 2007 CO53  | 15 fev 2007 | Palomar          | NEAT                  | —         | MPC                           |
| 358422     | 2007 CX58  | 10 fev 2007 | Catalina         | CSS                   | —         | MPC                           |
| 358423     | 2007 CF61  | 15 fev 2007 | Palomar          | NEAT                  | —         | MPC                           |
| 358424     | 2007 CU62  | 15 fev 2007 | Catalina         | CSS                   | —         | MPC                           |
| 358425     | 2007 DV4   | 17 fev 2007 | Kitt Peak        | Spacewatch            | —         | MPC                           |
| 358426     | 2007 DC8   | 21 fev 2007 | Eskridge         | G. Hug                | —         | MPC                           |
| 358427     | 2007 DZ13  | 17 fev 2007 | Kitt Peak        | Spacewatch            | —         | MPC                           |
| 358428     | 2007 DR14  | 8 fev 2007  | Kitt Peak        | Spacewatch            | —         | MPC                           |
| 358429     | 2007 DK15  | 7 out 2004  | Kitt Peak        | Spacewatch            | —         | MPC                           |
| 358430     | 2007 DM16  | 17 fev 2007 | Kitt Peak        | Spacewatch            | —         | MPC                           |
| 358431     | 2007 DM18  | 17 fev 2007 | Kitt Peak        | Spacewatch            | —         | MPC                           |
| 358432     | 2007 DZ23  | 17 fev 2007 | Kitt Peak        | Spacewatch            | Brangane  | MPC                           |
| 358433     | 2007 DC29  | 17 fev 2007 | Kitt Peak        | Spacewatch            | —         | MPC                           |
| 358434     | 2007 DB41  | 21 fev 2007 | Catalina         | CSS                   | —         | MPC                           |
| 358435     | 2007 DU41  | 16 fev 2007 | Catalina         | CSS                   | —         | MPC                           |
| 358436     | 2007 DG42  | 16 fev 2007 | Palomar          | NEAT                  | —         | MPC                           |
| 358437     | 2007 DU77  | 22 fev 2007 | Anderson Mesa    | LONEOS                | —         | MPC                           |
| 358438     | 2007 DZ82  | 23 fev 2007 | Catalina         | CSS                   | —         | MPC                           |
| 358439     | 2007 DL86  | 23 fev 2007 | Mount Lemmon     | Mount Lemmon Survey   | —         | MPC                           |
| 358440     | 2007 DP90  | 23 fev 2007 | Kitt Peak        | Spacewatch            | —         | MPC                           |
| 358441     | 2007 DB94  | 23 fev 2007 | Kitt Peak        | Spacewatch            | —         | MPC                           |
| 358442     | 2007 DF98  | 25 fev 2007 | Mount Lemmon     | Mount Lemmon Survey   | Brangane  | MPC                           |
| 358443     | 2007 DF99  | 25 fev 2007 | Mount Lemmon     | Mount Lemmon Survey   | —         | MPC                           |
| 358444     | 2007 DV116 | 21 fev 2007 | Catalina         | CSS                   | —         | MPC                           |
| 358445     | 2007 DC117 | 17 fev 2007 | Goodricke-Pigott | R. A. Tucker          | —         | MPC                           |
| 358446     | 2007 DJ117 | 25 fev 2007 | Mount Lemmon     | Mount Lemmon Survey   | —         | MPC                           |
| 358447     | 2007 EB35  | 11 mar 2007 | Kitt Peak        | Spacewatch            | —         | MPC                           |
| 358448     | 2007 EC35  | 11 mar 2007 | Kitt Peak        | Spacewatch            | —         | MPC                           |
| 358449     | 2007 EM36  | 11 mar 2007 | Anderson Mesa    | LONEOS                | —         | MPC                           |
| 358450     | 2007 EN54  | 12 mar 2007 | Mount Lemmon     | Mount Lemmon Survey   | Brangane  | MPC                           |
| 358451     | 2007 EM60  | 10 mar 2007 | Kitt Peak        | Spacewatch            | —         | MPC                           |
| 358452     | 2007 EZ82  | 12 mar 2007 | Kitt Peak        | Spacewatch            | —         | MPC                           |
| 358453     | 2007 EH88  | 14 mar 2007 | Mount Lemmon     | Mount Lemmon Survey   | —         | MPC                           |
| 358454     | 2007 EX100 | 11 mar 2007 | Mount Lemmon     | Mount Lemmon Survey   | Brangane  | MPC                           |
| 358455     | 2007 EG131 | 9 mar 2007  | Mount Lemmon     | Mount Lemmon Survey   | —         | MPC                           |
| 358456     | 2007 EP138 | 12 mar 2007 | Kitt Peak        | Spacewatch            | —         | MPC                           |
| 358457     | 2007 EA152 | 12 mar 2007 | Mount Lemmon     | Mount Lemmon Survey   | —         | MPC                           |
| 358458     | 2007 EF157 | 17 fev 2007 | Mount Lemmon     | Mount Lemmon Survey   | Brangane  | MPC                           |
| 358459     | 2007 EG158 | 16 fev 2007 | Catalina         | CSS                   | —         | MPC                           |
| 358460     | 2007 EA162 | 15 mar 2007 | Mount Lemmon     | Mount Lemmon Survey   | —         | MPC                           |
| 358461     | 2007 FS15  | 19 mar 2007 | Anderson Mesa    | LONEOS                | —         | MPC                           |
| 358462     | 2007 FJ16  | 20 mar 2007 | Mount Lemmon     | Mount Lemmon Survey   | —         | MPC                           |
| 358463     | 2007 GU68  | 26 set 2003 | Apache Point     | SDSS                  | —         | MPC                           |
| 358464     | 2007 HK60  | 20 abr 2007 | Mount Lemmon     | Mount Lemmon Survey   | —         | MPC                           |
| 358465     | 2007 JQ45  | 11 mai 2007 | Mount Lemmon     | Mount Lemmon Survey   | —         | MPC                           |
| 358466     | 2007 LX1   | 7 jun 2007  | Kitt Peak        | Spacewatch            | —         | MPC                           |
| 358467     | 2007 MY1   | 18 jun 2007 | Kitt Peak        | Spacewatch            | —         | MPC                           |
| 358468     | 2007 MO3   | 16 jun 2007 | Kitt Peak        | Spacewatch            | —         | MPC                           |
| 358469     | 2007 NO2   | 13 jul 2007 | Dauban           | Chante-Perdrix Obs.   | —         | MPC                           |
| 358470     | 2007 NH3   | 14 jul 2007 | Dauban           | Chante-Perdrix Obs.   | —         | MPC                           |
| 358471     | 2007 NS4   | 15 jul 2007 | Siding Spring    | SSS                   | —         | MPC                           |
| 358472     | 2007 OT10  | 20 jul 2007 | Siding Spring    | SSS                   | —         | MPC                           |
| 358473     | 2007 PA5   | 5 ago 2007  | Socorro          | LINEAR                | —         | MPC                           |
| 358474     | 2007 PA12  | 11 ago 2007 | Socorro          | LINEAR                | —         | MPC                           |
| 358475     | 2007 PX15  | 8 ago 2007  | Socorro          | LINEAR                | —         | MPC                           |
| 358476     | 2007 PT20  | 9 ago 2007  | Socorro          | LINEAR                | —         | MPC                           |
| 358477     | 2007 PV25  | 8 ago 2007  | Socorro          | LINEAR                | —         | MPC                           |
| 358478     | 2007 PJ42  | 13 ago 2007 | Socorro          | LINEAR                | —         | MPC                           |
| 358479     | 2007 PF46  | 10 ago 2007 | Kitt Peak        | Spacewatch            | —         | MPC                           |
| 358480     | 2007 QO11  | 23 ago 2007 | Kitt Peak        | Spacewatch            | —         | MPC                           |
| 358481     | 2007 QT17  | 17 jan 2005 | Kitt Peak        | Spacewatch            | Mitidika  | MPC                           |
| 358482     | 2007 RL    | 1 set 2007  | Dauban           | C. Rinner, F. Kugel   | —         | MPC                           |
| 358483     | 2007 RU1   | 1 set 2007  | Siding Spring    | K. Sárneczky, L. Kiss | —         | MPC                           |
| 358484     | 2007 RG21  | 3 set 2007  | Catalina         | CSS                   | —         | MPC                           |
| 358485     | 2007 RF38  | 8 set 2007  | Anderson Mesa    | LONEOS                | —         | MPC                           |
| 358486     | 2007 RD45  | 9 set 2007  | Kitt Peak        | Spacewatch            | —         | MPC                           |
| 358487     | 2007 RU47  | 9 set 2007  | Mount Lemmon     | Mount Lemmon Survey   | —         | MPC                           |
| 358488     | 2007 RL56  | 9 set 2007  | Anderson Mesa    | LONEOS                | —         | MPC                           |
| 358489     | 2007 RP60  | 10 set 2007 | Catalina         | CSS                   | —         | MPC                           |
| 358490     | 2007 RU86  | 10 set 2007 | Mount Lemmon     | Mount Lemmon Survey   | —         | MPC                           |
| 358491     | 2007 RT94  | 10 set 2007 | Kitt Peak        | Spacewatch            | —         | MPC                           |
| 358492     | 2007 RZ95  | 10 set 2007 | Kitt Peak        | Spacewatch            | —         | MPC                           |
| 358493     | 2007 RK98  | 10 set 2007 | Kitt Peak        | Spacewatch            | —         | MPC                           |
| 358494     | 2007 RB105 | 11 set 2007 | Catalina         | CSS                   | —         | MPC                           |
| 358495     | 2007 RQ118 | 11 set 2007 | Mount Lemmon     | Mount Lemmon Survey   | —         | MPC                           |
| 358496     | 2007 RQ120 | 12 set 2007 | Mount Lemmon     | Mount Lemmon Survey   | —         | MPC                           |
| 358497     | 2007 RB142 | 13 set 2007 | Socorro          | LINEAR                | —         | MPC                           |
| 358498     | 2007 RP145 | 14 set 2007 | Socorro          | LINEAR                | —         | MPC                           |
| 358499     | 2007 RR148 | 12 set 2007 | Catalina         | CSS                   | —         | MPC                           |
| 358500     | 2007 RB151 | 9 set 2007  | Mount Lemmon     | Mount Lemmon Survey   | —         | MPC                           |

## 358501–358600
| Designação | Designação | Descoberta  | Descoberta      | Descobridor(es)     | Categoria | Mais informações / Referência |
| Permanente | Provisória | Data        | Local           | Descobridor(es)     | Categoria | Mais informações / Referência |
| ---------- | ---------- | ----------- | --------------- | ------------------- | --------- | ----------------------------- |
| 358501     | 2007 RB153 | 24 ago 2007 | Kitt Peak       | Spacewatch          | Vesta     | MPC                           |
| 358502     | 2007 RW153 | 10 set 2007 | Kitt Peak       | Spacewatch          | —         | MPC                           |
| 358503     | 2007 RH173 | 10 set 2007 | Kitt Peak       | Spacewatch          | —         | MPC                           |
| 358504     | 2007 RN173 | 10 set 2007 | Kitt Peak       | Spacewatch          | —         | MPC                           |
| 358505     | 2007 RR178 | 10 set 2007 | Kitt Peak       | Spacewatch          | —         | MPC                           |
| 358506     | 2007 RQ189 | 10 set 2007 | Kitt Peak       | Spacewatch          | —         | MPC                           |
| 358507     | 2007 RQ196 | 13 set 2007 | Mount Lemmon    | Mount Lemmon Survey | —         | MPC                           |
| 358508     | 2007 RC205 | 9 set 2007  | Kitt Peak       | Spacewatch          | —         | MPC                           |
| 358509     | 2007 RB211 | 11 set 2007 | Kitt Peak       | Spacewatch          | —         | MPC                           |
| 358510     | 2007 RQ211 | 11 set 2007 | Kitt Peak       | Spacewatch          | —         | MPC                           |
| 358511     | 2007 RB222 | 14 set 2007 | Mount Lemmon    | Mount Lemmon Survey | Mitidika  | MPC                           |
| 358512     | 2007 RJ237 | 14 set 2007 | Mount Lemmon    | Mount Lemmon Survey | —         | MPC                           |
| 358513     | 2007 RM255 | 14 set 2007 | Kitt Peak       | Spacewatch          | Vesta     | MPC                           |
| 358514     | 2007 RQ291 | 12 set 2007 | Mount Lemmon    | Mount Lemmon Survey | —         | MPC                           |
| 358515     | 2007 RQ294 | 14 set 2007 | Mount Lemmon    | Mount Lemmon Survey | —         | MPC                           |
| 358516     | 2007 RL295 | 14 set 2007 | Mount Lemmon    | Mount Lemmon Survey | —         | MPC                           |
| 358517     | 2007 RA309 | 10 set 2007 | Kitt Peak       | Spacewatch          | —         | MPC                           |
| 358518     | 2007 RD309 | 10 set 2007 | Mount Lemmon    | Mount Lemmon Survey | Vesta     | MPC                           |
| 358519     | 2007 RE309 | 10 set 2007 | Mount Lemmon    | Mount Lemmon Survey | Vesta     | MPC                           |
| 358520     | 2007 RB310 | 12 ago 2007 | Socorro         | LINEAR              | —         | MPC                           |
| 358521     | 2007 RG314 | 14 set 2007 | Mount Lemmon    | Mount Lemmon Survey | —         | MPC                           |
| 358522     | 2007 RH318 | 11 set 2007 | Kitt Peak       | Spacewatch          | —         | MPC                           |
| 358523     | 2007 RH325 | 14 set 2007 | Mount Lemmon    | Mount Lemmon Survey | —         | MPC                           |
| 358524     | 2007 SL2   | 20 set 2007 | Altschwendt     | W. Ries             | —         | MPC                           |
| 358525     | 2007 SS17  | 30 set 2007 | Kitt Peak       | Spacewatch          | —         | MPC                           |
| 358526     | 2007 SV23  | 18 set 2007 | Mount Lemmon    | Mount Lemmon Survey | —         | MPC                           |
| 358527     | 2007 TE7   | 7 out 2007  | Dauban          | Chante-Perdrix Obs. | —         | MPC                           |
| 358528     | 2007 TR9   | 6 out 2007  | Socorro         | LINEAR              | —         | MPC                           |
| 358529     | 2007 TN13  | 6 out 2007  | Socorro         | LINEAR              | —         | MPC                           |
| 358530     | 2007 TR22  | 9 out 2007  | Catalina        | CSS                 | Phocaea   | MPC                           |
| 358531     | 2007 TU25  | 4 out 2007  | Kitt Peak       | Spacewatch          | Mitidika  | MPC                           |
| 358532     | 2007 TN31  | 23 ago 2007 | Kitt Peak       | Spacewatch          | —         | MPC                           |
| 358533     | 2007 TP35  | 7 out 2007  | Catalina        | CSS                 | —         | MPC                           |
| 358534     | 2007 TU35  | 7 out 2007  | Kitt Peak       | Spacewatch          | —         | MPC                           |
| 358535     | 2007 TN49  | 4 out 2007  | Kitt Peak       | Spacewatch          | —         | MPC                           |
| 358536     | 2007 TX52  | 4 out 2007  | Kitt Peak       | Spacewatch          | —         | MPC                           |
| 358537     | 2007 TY56  | 4 out 2007  | Kitt Peak       | Spacewatch          | —         | MPC                           |
| 358538     | 2007 TR66  | 10 out 2007 | Dauban          | Chante-Perdrix Obs. | —         | MPC                           |
| 358539     | 2007 TM73  | 26 mar 2003 | Kitt Peak       | Spacewatch          | —         | MPC                           |
| 358540     | 2007 TS92  | 5 out 2007  | La Cañada       | J. Lacruz           | —         | MPC                           |
| 358541     | 2007 TZ100 | 8 out 2007  | Mount Lemmon    | Mount Lemmon Survey | —         | MPC                           |
| 358542     | 2007 TV115 | 8 out 2007  | Mount Lemmon    | Mount Lemmon Survey | —         | MPC                           |
| 358543     | 2007 TM120 | 9 out 2007  | Catalina        | CSS                 | Phocaea   | MPC                           |
| 358544     | 2007 TC123 | 8 set 2007  | Mount Lemmon    | Mount Lemmon Survey | —         | MPC                           |
| 358545     | 2007 TU126 | 6 out 2007  | Kitt Peak       | Spacewatch          | —         | MPC                           |
| 358546     | 2007 TE127 | 6 out 2007  | Kitt Peak       | Spacewatch          | —         | MPC                           |
| 358547     | 2007 TJ132 | 7 out 2007  | Mount Lemmon    | Mount Lemmon Survey | —         | MPC                           |
| 358548     | 2007 TP148 | 7 out 2007  | Socorro         | LINEAR              | —         | MPC                           |
| 358549     | 2007 TQ154 | 9 out 2007  | Socorro         | LINEAR              | —         | MPC                           |
| 358550     | 2007 TM155 | 9 out 2007  | Socorro         | LINEAR              | —         | MPC                           |
| 358551     | 2007 TC157 | 9 out 2007  | Socorro         | LINEAR              | —         | MPC                           |
| 358552     | 2007 TG162 | 11 out 2007 | Socorro         | LINEAR              | —         | MPC                           |
| 358553     | 2007 TD163 | 11 out 2007 | Socorro         | LINEAR              | —         | MPC                           |
| 358554     | 2007 TL165 | 11 out 2007 | Socorro         | LINEAR              | —         | MPC                           |
| 358555     | 2007 TD191 | 4 out 2007  | Mount Lemmon    | Mount Lemmon Survey | —         | MPC                           |
| 358556     | 2007 TS197 | 8 out 2007  | Kitt Peak       | Spacewatch          | —         | MPC                           |
| 358557     | 2007 TV198 | 8 out 2007  | Kitt Peak       | Spacewatch          | —         | MPC                           |
| 358558     | 2007 TP201 | 8 out 2007  | Anderson Mesa   | LONEOS              | —         | MPC                           |
| 358559     | 2007 TE222 | 9 out 2007  | Kitt Peak       | Spacewatch          | —         | MPC                           |
| 358560     | 2007 TE227 | 8 out 2007  | Kitt Peak       | Spacewatch          | —         | MPC                           |
| 358561     | 2007 TO232 | 8 out 2007  | Kitt Peak       | Spacewatch          | —         | MPC                           |
| 358562     | 2007 TC235 | 9 out 2007  | Kitt Peak       | Spacewatch          | —         | MPC                           |
| 358563     | 2007 TV239 | 10 out 2007 | Mount Lemmon    | Mount Lemmon Survey | Mitidika  | MPC                           |
| 358564     | 2007 TP241 | 7 out 2007  | Mount Lemmon    | Mount Lemmon Survey | —         | MPC                           |
| 358565     | 2007 TS247 | 10 out 2007 | Kitt Peak       | Spacewatch          | —         | MPC                           |
| 358566     | 2007 TG301 | 12 out 2007 | Kitt Peak       | Spacewatch          | —         | MPC                           |
| 358567     | 2007 TF332 | 11 out 2007 | Kitt Peak       | Spacewatch          | —         | MPC                           |
| 358568     | 2007 TY336 | 12 out 2007 | Catalina        | CSS                 | —         | MPC                           |
| 358569     | 2007 TD340 | 9 out 2007  | Mount Lemmon    | Mount Lemmon Survey | —         | MPC                           |
| 358570     | 2007 TM353 | 8 out 2007  | Mount Lemmon    | Mount Lemmon Survey | —         | MPC                           |
| 358571     | 2007 TY353 | 10 out 2007 | Kitt Peak       | Spacewatch          | —         | MPC                           |
| 358572     | 2007 TD363 | 14 out 2007 | Mount Lemmon    | Mount Lemmon Survey | —         | MPC                           |
| 358573     | 2007 TA383 | 14 out 2007 | Kitt Peak       | Spacewatch          | —         | MPC                           |
| 358574     | 2007 TK395 | 13 jan 2005 | Kitt Peak       | Spacewatch          | —         | MPC                           |
| 358575     | 2007 TJ423 | 4 out 2007  | Kitt Peak       | Spacewatch          | —         | MPC                           |
| 358576     | 2007 TO423 | 4 out 2007  | Kitt Peak       | Spacewatch          | —         | MPC                           |
| 358577     | 2007 TM424 | 7 out 2007  | Kitt Peak       | Spacewatch          | —         | MPC                           |
| 358578     | 2007 TE426 | 9 out 2007  | Mount Lemmon    | Mount Lemmon Survey | —         | MPC                           |
| 358579     | 2007 TE441 | 10 out 2007 | Catalina        | CSS                 | —         | MPC                           |
| 358580     | 2007 TS450 | 12 out 2007 | Mount Lemmon    | Mount Lemmon Survey | —         | MPC                           |
| 358581     | 2007 UD5   | 19 out 2007 | Bisei SG Center | BATTeRS             | —         | MPC                           |
| 358582     | 2007 UE8   | 16 out 2007 | Catalina        | CSS                 | —         | MPC                           |
| 358583     | 2007 UP12  | 16 out 2007 | Kitt Peak       | Spacewatch          | —         | MPC                           |
| 358584     | 2007 UB24  | 8 out 2007  | Kitt Peak       | Spacewatch          | —         | MPC                           |
| 358585     | 2007 UG30  | 8 out 2007  | Anderson Mesa   | LONEOS              | —         | MPC                           |
| 358586     | 2007 UE31  | 19 out 2007 | Catalina        | CSS                 | —         | MPC                           |
| 358587     | 2007 UP31  | 7 out 2007  | Catalina        | CSS                 | —         | MPC                           |
| 358588     | 2007 UU36  | 10 out 2007 | Anderson Mesa   | LONEOS              | —         | MPC                           |
| 358589     | 2007 UV37  | 11 set 2007 | Catalina        | CSS                 | —         | MPC                           |
| 358590     | 2007 UH55  | 30 out 2007 | Kitt Peak       | Spacewatch          | —         | MPC                           |
| 358591     | 2007 UJ56  | 30 out 2007 | Mount Lemmon    | Mount Lemmon Survey | —         | MPC                           |
| 358592     | 2007 UN56  | 30 out 2007 | Catalina        | CSS                 | —         | MPC                           |
| 358593     | 2007 UD76  | 31 out 2007 | Mount Lemmon    | Mount Lemmon Survey | —         | MPC                           |
| 358594     | 2007 UW80  | 31 out 2007 | Mount Lemmon    | Mount Lemmon Survey | —         | MPC                           |
| 358595     | 2007 UZ86  | 30 out 2007 | Kitt Peak       | Spacewatch          | —         | MPC                           |
| 358596     | 2007 UW94  | 31 out 2007 | Mount Lemmon    | Mount Lemmon Survey | —         | MPC                           |
| 358597     | 2007 US100 | 30 out 2007 | Kitt Peak       | Spacewatch          | —         | MPC                           |
| 358598     | 2007 UE105 | 30 out 2007 | Kitt Peak       | Spacewatch          | —         | MPC                           |
| 358599     | 2007 UP127 | 16 out 2007 | Kitt Peak       | Spacewatch          | —         | MPC                           |
| 358600     | 2007 UX136 | 25 out 2007 | Mount Lemmon    | Mount Lemmon Survey | —         | MPC                           |

## 358601–358700
| Designação   | Designação | Descoberta  | Descoberta       | Descobridor(es)     | Categoria | Mais informações / Referência |
| Permanente   | Provisória | Data        | Local            | Descobridor(es)     | Categoria | Mais informações / Referência |
| ------------ | ---------- | ----------- | ---------------- | ------------------- | --------- | ----------------------------- |
| 358601       | 2007 UL137 | 16 out 2007 | Mount Lemmon     | Mount Lemmon Survey | —         | MPC                           |
| 358602       | 2007 VA2   | 2 nov 2007  | Mayhill          | A. Lowe             | —         | MPC                           |
| 358603       | 2007 VP3   | 2 nov 2007  | Kitami           | K. Endate           | —         | MPC                           |
| 358604       | 2007 VQ3   | 2 nov 2007  | Tiki             | N. Teamo            | —         | MPC                           |
| 358605       | 2007 VE12  | 4 nov 2007  | La Sagra         | Mallorca Obs.       | —         | MPC                           |
| 358606       | 2007 VZ27  | 2 nov 2007  | Kitt Peak        | Spacewatch          | —         | MPC                           |
| 358607       | 2007 VQ29  | 5 nov 2007  | Mount Lemmon     | Mount Lemmon Survey | —         | MPC                           |
| 358608       | 2007 VB33  | 2 nov 2007  | Kitt Peak        | Spacewatch          | —         | MPC                           |
| 358609       | 2007 VC48  | 1 nov 2007  | Kitt Peak        | Spacewatch          | —         | MPC                           |
| 358610       | 2007 VK60  | 24 ago 2007 | Kitt Peak        | Spacewatch          | —         | MPC                           |
| 358611       | 2007 VM66  | 2 nov 2007  | Catalina         | CSS                 | —         | MPC                           |
| 358612       | 2007 VG77  | 3 nov 2007  | Kitt Peak        | Spacewatch          | —         | MPC                           |
| 358613       | 2007 VH78  | 12 out 2007 | Kitt Peak        | Spacewatch          | Mitidika  | MPC                           |
| 358614       | 2007 VT87  | 2 nov 2007  | Socorro          | LINEAR              | —         | MPC                           |
| 358615       | 2007 VQ89  | 4 nov 2007  | Socorro          | LINEAR              | —         | MPC                           |
| 358616       | 2007 VV96  | 1 nov 2007  | Kitt Peak        | Spacewatch          | —         | MPC                           |
| 358617       | 2007 VZ114 | 3 nov 2007  | Kitt Peak        | Spacewatch          | —         | MPC                           |
| 358618       | 2007 VK119 | 4 nov 2007  | Purple Mountain  | PMO NEO             | —         | MPC                           |
| 358619       | 2007 VO120 | 5 nov 2007  | Kitt Peak        | Spacewatch          | —         | MPC                           |
| 358620       | 2007 VF121 | 5 nov 2007  | Kitt Peak        | Spacewatch          | —         | MPC                           |
| 358621       | 2007 VM122 | 5 nov 2007  | Kitt Peak        | Spacewatch          | —         | MPC                           |
| 358622       | 2007 VJ141 | 4 nov 2007  | Kitt Peak        | Spacewatch          | —         | MPC                           |
| 358623       | 2007 VD143 | 4 nov 2007  | Kitt Peak        | Spacewatch          | —         | MPC                           |
| 358624       | 2007 VN147 | 4 nov 2007  | Kitt Peak        | Spacewatch          | —         | MPC                           |
| 358625       | 2007 VM153 | 4 nov 2007  | Kitt Peak        | Spacewatch          | —         | MPC                           |
| 358626       | 2007 VY153 | 18 out 2007 | Kitt Peak        | Spacewatch          | —         | MPC                           |
| 358627       | 2007 VA159 | 5 nov 2007  | Kitt Peak        | Spacewatch          | Eos       | MPC                           |
| 358628       | 2007 VW160 | 5 nov 2007  | Kitt Peak        | Spacewatch          | —         | MPC                           |
| 358629       | 2007 VN166 | 5 nov 2007  | Kitt Peak        | Spacewatch          | —         | MPC                           |
| 358630       | 2007 VB168 | 5 nov 2007  | Kitt Peak        | Spacewatch          | —         | MPC                           |
| 358631       | 2007 VA179 | 7 nov 2007  | Mount Lemmon     | Mount Lemmon Survey | —         | MPC                           |
| 358632       | 2007 VA202 | 5 nov 2007  | Mount Lemmon     | Mount Lemmon Survey | Phocaea   | MPC                           |
| 358633       | 2007 VY214 | 9 nov 2007  | Kitt Peak        | Spacewatch          | —         | MPC                           |
| 358634       | 2007 VX230 | 17 out 2007 | Mount Lemmon     | Mount Lemmon Survey | —         | MPC                           |
| 358635       | 2007 VD239 | 13 nov 2007 | Kitt Peak        | Spacewatch          | —         | MPC                           |
| 358636       | 2007 VK242 | 12 nov 2007 | Catalina         | CSS                 | —         | MPC                           |
| 358637       | 2007 VC252 | 12 nov 2007 | Catalina         | CSS                 | —         | MPC                           |
| 358638       | 2007 VT264 | 13 nov 2007 | Kitt Peak        | Spacewatch          | —         | MPC                           |
| 358639       | 2007 VD268 | 11 nov 2007 | Socorro          | LINEAR              | —         | MPC                           |
| 358640       | 2007 VZ269 | 24 out 2007 | Mount Lemmon     | Mount Lemmon Survey | —         | MPC                           |
| 358641       | 2007 VJ270 | 6 nov 2007  | Kitt Peak        | Spacewatch          | —         | MPC                           |
| 358642       | 2007 VC280 | 17 out 2007 | Mount Lemmon     | Mount Lemmon Survey | —         | MPC                           |
| 358643       | 2007 VS281 | 14 nov 2007 | Kitt Peak        | Spacewatch          | —         | MPC                           |
| 358644       | 2007 VZ292 | 16 out 2007 | Catalina         | CSS                 | Meliboea  | MPC                           |
| 358645       | 2007 VT295 | 30 out 2007 | Catalina         | CSS                 | —         | MPC                           |
| 358646       | 2007 VE300 | 13 nov 2007 | Anderson Mesa    | LONEOS              | —         | MPC                           |
| 358647       | 2007 VV305 | 5 nov 2007  | Mount Lemmon     | Mount Lemmon Survey | —         | MPC                           |
| 358648       | 2007 VO306 | 1 nov 2007  | Kitt Peak        | Spacewatch          | Eos       | MPC                           |
| 358649       | 2007 VP310 | 9 nov 2007  | Mount Lemmon     | Mount Lemmon Survey | —         | MPC                           |
| 358650       | 2007 VL312 | 2 nov 2007  | Kitt Peak        | Spacewatch          | —         | MPC                           |
| 358651       | 2007 VB317 | 14 nov 2007 | Kitt Peak        | Spacewatch          | —         | MPC                           |
| 358652       | 2007 VO318 | 7 nov 2007  | Kitt Peak        | Spacewatch          | —         | MPC                           |
| 358653       | 2007 VG321 | 8 nov 2007  | Catalina         | CSS                 | —         | MPC                           |
| 358654       | 2007 VF323 | 2 nov 2007  | Kitt Peak        | Spacewatch          | —         | MPC                           |
| 358655       | 2007 VF325 | 1 nov 2007  | Kitt Peak        | Spacewatch          | —         | MPC                           |
| 358656       | 2007 VY325 | 2 nov 2007  | Kitt Peak        | Spacewatch          | —         | MPC                           |
| 358657       | 2007 VZ327 | 8 nov 2007  | Catalina         | CSS                 | —         | MPC                           |
| 358658       | 2007 VJ331 | 11 jul 2002 | Campo Imperatore | CINEOS              | —         | MPC                           |
| 358659       | 2007 VK334 | 13 nov 2007 | Kitt Peak        | Spacewatch          | —         | MPC                           |
| 358660       | 2007 WY2   | 16 nov 2007 | Mount Lemmon     | Mount Lemmon Survey | —         | MPC                           |
| 358661       | 2007 WK6   | 17 nov 2007 | Socorro          | LINEAR              | —         | MPC                           |
| 358662       | 2007 WB8   | 18 nov 2007 | Socorro          | LINEAR              | —         | MPC                           |
| 358663       | 2007 WU8   | 2 nov 2007  | Mount Lemmon     | Mount Lemmon Survey | —         | MPC                           |
| 358664       | 2007 WJ9   | 16 nov 2007 | Mount Lemmon     | Mount Lemmon Survey | —         | MPC                           |
| 358665       | 2007 WR19  | 18 nov 2007 | Mount Lemmon     | Mount Lemmon Survey | —         | MPC                           |
| 358666       | 2007 WE39  | 19 nov 2007 | Mount Lemmon     | Mount Lemmon Survey | —         | MPC                           |
| 358667       | 2007 WV60  | 18 nov 2007 | Mount Lemmon     | Mount Lemmon Survey | —         | MPC                           |
| 358668       | 2007 XE    | 1 dez 2007  | Bisei SG Center  | BATTeRS             | —         | MPC                           |
| 358669       | 2007 XQ4   | 3 dez 2007  | Catalina         | CSS                 | —         | MPC                           |
| 358670       | 2007 XJ21  | 10 dez 2007 | Socorro          | LINEAR              | —         | MPC                           |
| 358671       | 2007 XP21  | 10 dez 2007 | Socorro          | LINEAR              | —         | MPC                           |
| 358672       | 2007 XA34  | 2 nov 2007  | Mount Lemmon     | Mount Lemmon Survey | —         | MPC                           |
| 358673       | 2007 XG51  | 14 dez 2007 | Mount Lemmon     | Mount Lemmon Survey | —         | MPC                           |
| 358674       | 2007 XC52  | 5 dez 2007  | Kitt Peak        | Spacewatch          | —         | MPC                           |
| 358675 Bente | 2007 YY1   | 16 dez 2007 | Uccle            | P. De Cat           | —         | MPC                           |
| 358676       | 2007 YE4   | 21 out 2007 | Kitt Peak        | Spacewatch          | —         | MPC                           |
| 358677       | 2007 YM4   | 16 dez 2007 | Kitt Peak        | Spacewatch          | —         | MPC                           |
| 358678       | 2007 YF18  | 16 dez 2007 | Catalina         | CSS                 | —         | MPC                           |
| 358679       | 2007 YF20  | 4 dez 2007  | Mount Lemmon     | Mount Lemmon Survey | —         | MPC                           |
| 358680       | 2007 YS20  | 16 dez 2007 | Kitt Peak        | Spacewatch          | —         | MPC                           |
| 358681       | 2007 YG24  | 17 dez 2007 | Mount Lemmon     | Mount Lemmon Survey | —         | MPC                           |
| 358682       | 2007 YA36  | 30 dez 2007 | Mount Lemmon     | Mount Lemmon Survey | —         | MPC                           |
| 358683       | 2007 YT45  | 30 dez 2007 | Mount Lemmon     | Mount Lemmon Survey | —         | MPC                           |
| 358684       | 2007 YH51  | 28 dez 2007 | Kitt Peak        | Spacewatch          | —         | MPC                           |
| 358685       | 2007 YY53  | 6 dez 2007  | Kitt Peak        | Spacewatch          | —         | MPC                           |
| 358686       | 2007 YR55  | 31 dez 2007 | Kitt Peak        | Spacewatch          | —         | MPC                           |
| 358687       | 2007 YD61  | 16 mar 2004 | Kitt Peak        | Spacewatch          | —         | MPC                           |
| 358688       | 2007 YY61  | 31 dez 2007 | Mount Lemmon     | Mount Lemmon Survey | —         | MPC                           |
| 358689       | 2007 YH66  | 30 dez 2007 | Mount Lemmon     | Mount Lemmon Survey | —         | MPC                           |
| 358690       | 2008 AM5   | 10 jan 2008 | Mount Lemmon     | Mount Lemmon Survey | —         | MPC                           |
| 358691       | 2008 AS7   | 10 jan 2008 | Kitt Peak        | Spacewatch          | —         | MPC                           |
| 358692       | 2008 AN17  | 10 jan 2008 | Kitt Peak        | Spacewatch          | —         | MPC                           |
| 358693       | 2008 AQ21  | 10 jan 2008 | Mount Lemmon     | Mount Lemmon Survey | —         | MPC                           |
| 358694       | 2008 AP25  | 10 jan 2008 | Mount Lemmon     | Mount Lemmon Survey | —         | MPC                           |
| 358695       | 2008 AK28  | 10 jan 2008 | Mount Lemmon     | Mount Lemmon Survey | —         | MPC                           |
| 358696       | 2008 AQ30  | 11 jan 2008 | Desert Eagle     | W. K. Y. Yeung      | —         | MPC                           |
| 358697       | 2008 AR43  | 10 jan 2008 | Kitt Peak        | Spacewatch          | —         | MPC                           |
| 358698       | 2008 AS44  | 30 dez 2007 | Mount Lemmon     | Mount Lemmon Survey | —         | MPC                           |
| 358699       | 2008 AC61  | 11 jan 2008 | Kitt Peak        | Spacewatch          | —         | MPC                           |
| 358700       | 2008 AD64  | 11 jan 2008 | Catalina         | CSS                 | —         | MPC                           |

## 358701–358800
| Designação | Designação | Descoberta  | Descoberta        | Descobridor(es)     | Categoria | Mais informações / Referência |
| Permanente | Provisória | Data        | Local             | Descobridor(es)     | Categoria | Mais informações / Referência |
| ---------- | ---------- | ----------- | ----------------- | ------------------- | --------- | ----------------------------- |
| 358701     | 2008 AU64  | 11 jan 2008 | Mount Lemmon      | Mount Lemmon Survey | —         | MPC                           |
| 358702     | 2008 AW70  | 12 jan 2008 | Kitt Peak         | Spacewatch          | —         | MPC                           |
| 358703     | 2008 AL78  | 12 jan 2008 | Kitt Peak         | Spacewatch          | —         | MPC                           |
| 358704     | 2008 AW80  | 12 jan 2008 | Kitt Peak         | Spacewatch          | —         | MPC                           |
| 358705     | 2008 AB83  | 15 jan 2008 | Mount Lemmon      | Mount Lemmon Survey | Eos       | MPC                           |
| 358706     | 2008 AC83  | 15 jan 2008 | Mount Lemmon      | Mount Lemmon Survey | —         | MPC                           |
| 358707     | 2008 AU92  | 18 nov 2007 | Mount Lemmon      | Mount Lemmon Survey | —         | MPC                           |
| 358708     | 2008 AK94  | 14 jan 2008 | Kitt Peak         | Spacewatch          | —         | MPC                           |
| 358709     | 2008 AP102 | 31 dez 2007 | Kitt Peak         | Spacewatch          | Eos       | MPC                           |
| 358710     | 2008 AP104 | 15 jan 2008 | Kitt Peak         | Spacewatch          | —         | MPC                           |
| 358711     | 2008 AL106 | 15 jan 2008 | Mount Lemmon      | Mount Lemmon Survey | —         | MPC                           |
| 358712     | 2008 AO121 | 6 jan 2008  | Mauna Kea         | P. A. Wiegert       | —         | MPC                           |
| 358713     | 2008 AU129 | 5 jan 2008  | Lulin Observatory | LUSS                | —         | MPC                           |
| 358714     | 2008 AF135 | 11 jan 2008 | Catalina          | CSS                 | —         | MPC                           |
| 358715     | 2008 BV5   | 16 jan 2008 | Kitt Peak         | Spacewatch          | Maria     | MPC                           |
| 358716     | 2008 BH23  | 31 jan 2008 | Mount Lemmon      | Mount Lemmon Survey | —         | MPC                           |
| 358717     | 2008 BF26  | 30 jan 2008 | Catalina          | CSS                 | —         | MPC                           |
| 358718     | 2008 BV28  | 16 jan 2008 | Kitt Peak         | Spacewatch          | —         | MPC                           |
| 358719     | 2008 BE29  | 30 jan 2008 | Mount Lemmon      | Mount Lemmon Survey | —         | MPC                           |
| 358720     | 2008 BE36  | 30 jan 2008 | Kitt Peak         | Spacewatch          | —         | MPC                           |
| 358721     | 2008 BE45  | 31 jan 2008 | Catalina          | CSS                 | —         | MPC                           |
| 358722     | 2008 BK46  | 30 jan 2008 | Kitt Peak         | Spacewatch          | —         | MPC                           |
| 358723     | 2008 BX47  | 31 jan 2008 | Mount Lemmon      | Mount Lemmon Survey | —         | MPC                           |
| 358724     | 2008 CD1   | 3 fev 2008  | Altschwendt       | W. Ries             | —         | MPC                           |
| 358725     | 2008 CJ2   | 1 fev 2008  | Kitt Peak         | Spacewatch          | —         | MPC                           |
| 358726     | 2008 CP14  | 3 fev 2008  | Kitt Peak         | Spacewatch          | Eos       | MPC                           |
| 358727     | 2008 CD16  | 3 fev 2008  | Mount Lemmon      | Mount Lemmon Survey | —         | MPC                           |
| 358728     | 2008 CT17  | 3 fev 2008  | Kitt Peak         | Spacewatch          | —         | MPC                           |
| 358729     | 2008 CE20  | 6 fev 2008  | Anderson Mesa     | LONEOS              | —         | MPC                           |
| 358730     | 2008 CT20  | 6 fev 2008  | Suno              | Suno Obs.           | —         | MPC                           |
| 358731     | 2008 CM30  | 2 fev 2008  | Kitt Peak         | Spacewatch          | —         | MPC                           |
| 358732     | 2008 CD33  | 2 fev 2008  | Kitt Peak         | Spacewatch          | —         | MPC                           |
| 358733     | 2008 CO37  | 2 fev 2008  | Kitt Peak         | Spacewatch          | —         | MPC                           |
| 358734     | 2008 CH39  | 2 fev 2008  | Mount Lemmon      | Mount Lemmon Survey | —         | MPC                           |
| 358735     | 2008 CK41  | 2 fev 2008  | Kitt Peak         | Spacewatch          | —         | MPC                           |
| 358736     | 2008 CZ43  | 2 fev 2008  | Kitt Peak         | Spacewatch          | —         | MPC                           |
| 358737     | 2008 CM45  | 2 fev 2008  | Kitt Peak         | Spacewatch          | —         | MPC                           |
| 358738     | 2008 CW55  | 7 fev 2008  | Kitt Peak         | Spacewatch          | —         | MPC                           |
| 358739     | 2008 CV63  | 21 ago 2006 | Kitt Peak         | Spacewatch          | Eos       | MPC                           |
| 358740     | 2008 CE83  | 7 fev 2008  | Kitt Peak         | Spacewatch          | —         | MPC                           |
| 358741     | 2008 CO89  | 7 fev 2008  | Kitt Peak         | Spacewatch          | —         | MPC                           |
| 358742     | 2008 CC93  | 8 fev 2008  | Mount Lemmon      | Mount Lemmon Survey | —         | MPC                           |
| 358743     | 2008 CO100 | 9 fev 2008  | Kitt Peak         | Spacewatch          | —         | MPC                           |
| 358744     | 2008 CR118 | 10 fev 2008 | Kitt Peak         | Spacewatch          | —         | MPC                           |
| 358745     | 2008 CG120 | 6 fev 2008  | Catalina          | CSS                 | —         | MPC                           |
| 358746     | 2008 CQ124 | 7 fev 2008  | Mount Lemmon      | Mount Lemmon Survey | —         | MPC                           |
| 358747     | 2008 CG126 | 8 fev 2008  | Kitt Peak         | Spacewatch          | —         | MPC                           |
| 358748     | 2008 CG130 | 8 fev 2008  | Kitt Peak         | Spacewatch          | —         | MPC                           |
| 358749     | 2008 CB131 | 8 fev 2008  | Kitt Peak         | Spacewatch          | —         | MPC                           |
| 358750     | 2008 CR140 | 8 fev 2008  | Kitt Peak         | Spacewatch          | —         | MPC                           |
| 358751     | 2008 CL141 | 8 fev 2008  | Kitt Peak         | Spacewatch          | —         | MPC                           |
| 358752     | 2008 CF151 | 9 fev 2008  | Kitt Peak         | Spacewatch          | —         | MPC                           |
| 358753     | 2008 CP152 | 9 fev 2008  | Kitt Peak         | Spacewatch          | —         | MPC                           |
| 358754     | 2008 CP168 | 12 fev 2008 | Kitt Peak         | Spacewatch          | —         | MPC                           |
| 358755     | 2008 CJ176 | 7 fev 2008  | Socorro           | LINEAR              | —         | MPC                           |
| 358756     | 2008 CZ176 | 11 jan 2008 | Lulin             | LUSS                | —         | MPC                           |
| 358757     | 2008 CJ183 | 20 nov 2007 | Mount Lemmon      | Mount Lemmon Survey | —         | MPC                           |
| 358758     | 2008 CA187 | 29 jul 2005 | Palomar           | NEAT                | —         | MPC                           |
| 358759     | 2008 CO189 | 14 fev 2008 | Catalina          | CSS                 | —         | MPC                           |
| 358760     | 2008 CQ190 | 12 fev 2008 | Mount Lemmon      | Mount Lemmon Survey | —         | MPC                           |
| 358761     | 2008 CL196 | 13 fev 2008 | Mount Lemmon      | Mount Lemmon Survey | —         | MPC                           |
| 358762     | 2008 CH206 | 8 fev 2008  | Kitt Peak         | Spacewatch          | —         | MPC                           |
| 358763     | 2008 CJ206 | 8 fev 2008  | Kitt Peak         | Spacewatch          | —         | MPC                           |
| 358764     | 2008 CW211 | 7 fev 2008  | Kitt Peak         | Spacewatch          | —         | MPC                           |
| 358765     | 2008 CW215 | 14 fev 2008 | Mount Lemmon      | Mount Lemmon Survey | —         | MPC                           |
| 358766     | 2008 DF4   | 27 fev 2008 | Piszkéstető       | K. Sárneczky        | —         | MPC                           |
| 358767     | 2008 DB7   | 24 fev 2008 | Kitt Peak         | Spacewatch          | —         | MPC                           |
| 358768     | 2008 DH9   | 25 fev 2008 | Kitt Peak         | Spacewatch          | —         | MPC                           |
| 358769     | 2008 DR13  | 26 fev 2008 | Mount Lemmon      | Mount Lemmon Survey | —         | MPC                           |
| 358770     | 2008 DD18  | 26 fev 2008 | Mount Lemmon      | Mount Lemmon Survey | —         | MPC                           |
| 358771     | 2008 DG18  | 18 out 2007 | Mount Lemmon      | Mount Lemmon Survey | —         | MPC                           |
| 358772     | 2008 DJ28  | 25 fev 2008 | Mount Lemmon      | Mount Lemmon Survey | —         | MPC                           |
| 358773     | 2008 DG34  | 27 fev 2008 | Kitt Peak         | Spacewatch          | —         | MPC                           |
| 358774     | 2008 DK38  | 27 fev 2008 | Kitt Peak         | Spacewatch          | —         | MPC                           |
| 358775     | 2008 DJ43  | 28 fev 2008 | Kitt Peak         | Spacewatch          | —         | MPC                           |
| 358776     | 2008 DW43  | 28 fev 2008 | Mount Lemmon      | Mount Lemmon Survey | —         | MPC                           |
| 358777     | 2008 DG56  | 8 fev 2008  | Kitt Peak         | Spacewatch          | —         | MPC                           |
| 358778     | 2008 DF58  | 29 fev 2008 | Catalina          | CSS                 | —         | MPC                           |
| 358779     | 2008 DA63  | 28 fev 2008 | Mount Lemmon      | Mount Lemmon Survey | —         | MPC                           |
| 358780     | 2008 DF63  | 28 fev 2008 | Mount Lemmon      | Mount Lemmon Survey | —         | MPC                           |
| 358781     | 2008 DB82  | 28 fev 2008 | Kitt Peak         | Spacewatch          | —         | MPC                           |
| 358782     | 2008 DA83  | 28 fev 2008 | Mount Lemmon      | Mount Lemmon Survey | —         | MPC                           |
| 358783     | 2008 DD83  | 28 fev 2008 | Kitt Peak         | Spacewatch          | —         | MPC                           |
| 358784     | 2008 DX83  | 28 fev 2008 | Kitt Peak         | Spacewatch          | —         | MPC                           |
| 358785     | 2008 DZ84  | 28 fev 2008 | Kitt Peak         | Spacewatch          | —         | MPC                           |
| 358786     | 2008 DW88  | 27 fev 2008 | Kitt Peak         | Spacewatch          | —         | MPC                           |
| 358787     | 2008 EL5   | 30 ago 2005 | Kitt Peak         | Spacewatch          | —         | MPC                           |
| 358788     | 2008 EJ10  | 1 mar 2008  | Kitt Peak         | Spacewatch          | —         | MPC                           |
| 358789     | 2008 EQ10  | 1 mar 2008  | Kitt Peak         | Spacewatch          | —         | MPC                           |
| 358790     | 2008 EG16  | 1 mar 2008  | Kitt Peak         | Spacewatch          | Brangane  | MPC                           |
| 358791     | 2008 EV16  | 1 mar 2008  | Kitt Peak         | Spacewatch          | —         | MPC                           |
| 358792     | 2008 EH20  | 2 mar 2008  | Kitt Peak         | Spacewatch          | —         | MPC                           |
| 358793     | 2008 EE25  | 3 mar 2008  | Purple Mountain   | PMO NEO             | —         | MPC                           |
| 358794     | 2008 EK25  | 12 fev 2008 | Mount Lemmon      | Mount Lemmon Survey | —         | MPC                           |
| 358795     | 2008 EL44  | 5 mar 2008  | Kitt Peak         | Spacewatch          | —         | MPC                           |
| 358796     | 2008 EK45  | 5 mar 2008  | Kitt Peak         | Spacewatch          | —         | MPC                           |
| 358797     | 2008 EK51  | 6 mar 2008  | Kitt Peak         | Spacewatch          | —         | MPC                           |
| 358798     | 2008 EW51  | 6 mar 2008  | Mount Lemmon      | Mount Lemmon Survey | —         | MPC                           |
| 358799     | 2008 EZ54  | 6 mar 2008  | Kitt Peak         | Spacewatch          | —         | MPC                           |
| 358800     | 2008 EX56  | 7 mar 2008  | Catalina          | CSS                 | —         | MPC                           |

## 358801–358900
| Designação        | Designação | Descoberta  | Descoberta    | Descobridor(es)     | Categoria | Mais informações / Referência |
| Permanente        | Provisória | Data        | Local         | Descobridor(es)     | Categoria | Mais informações / Referência |
| ----------------- | ---------- | ----------- | ------------- | ------------------- | --------- | ----------------------------- |
| 358801            | 2008 EV58  | 28 ago 2005 | Kitt Peak     | Spacewatch          | —         | MPC                           |
| 358802            | 2008 EA62  | 9 mar 2008  | Mount Lemmon  | Mount Lemmon Survey | —         | MPC                           |
| 358803            | 2008 EO72  | 11 jan 2008 | Mount Lemmon  | Mount Lemmon Survey | Brangane  | MPC                           |
| 358804            | 2008 EB77  | 7 mar 2008  | Kitt Peak     | Spacewatch          | —         | MPC                           |
| 358805            | 2008 EA79  | 8 mar 2008  | Mount Lemmon  | Mount Lemmon Survey | —         | MPC                           |
| 358806            | 2008 EL79  | 8 mar 2008  | Catalina      | CSS                 | —         | MPC                           |
| 358807            | 2008 ED80  | 7 fev 2008  | Mount Lemmon  | Mount Lemmon Survey | —         | MPC                           |
| 358808            | 2008 EZ80  | 10 mar 2008 | Kitt Peak     | Spacewatch          | Maria     | MPC                           |
| 358809            | 2008 EF83  | 8 mar 2008  | Socorro       | LINEAR              | —         | MPC                           |
| 358810            | 2008 EU90  | 28 abr 2003 | Anderson Mesa | LONEOS              | —         | MPC                           |
| 358811            | 2008 EZ110 | 8 mar 2008  | Kitt Peak     | Spacewatch          | Maria     | MPC                           |
| 358812            | 2008 EP112 | 8 mar 2008  | Kitt Peak     | Spacewatch          | Brangane  | MPC                           |
| 358813            | 2008 EJ116 | 8 mar 2008  | Kitt Peak     | Spacewatch          | —         | MPC                           |
| 358814            | 2008 EO118 | 9 mar 2008  | Mount Lemmon  | Mount Lemmon Survey | —         | MPC                           |
| 358815            | 2008 ER121 | 11 set 2005 | Kitt Peak     | Spacewatch          | —         | MPC                           |
| 358816            | 2008 EU122 | 28 fev 2008 | Kitt Peak     | Spacewatch          | Brangane  | MPC                           |
| 358817            | 2008 ES123 | 10 mar 2008 | Kitt Peak     | Spacewatch          | —         | MPC                           |
| 358818            | 2008 ES124 | 10 mar 2008 | Mount Lemmon  | Mount Lemmon Survey | Maria     | MPC                           |
| 358819            | 2008 EV125 | 10 mar 2008 | Kitt Peak     | Spacewatch          | —         | MPC                           |
| 358820            | 2008 EZ142 | 13 mar 2008 | Catalina      | CSS                 | —         | MPC                           |
| 358821            | 2008 EC143 | 6 mar 2008  | Mount Lemmon  | Mount Lemmon Survey | —         | MPC                           |
| 358822            | 2008 EV148 | 2 mar 2008  | Kitt Peak     | Spacewatch          | —         | MPC                           |
| 358823            | 2008 EZ150 | 5 mar 2008  | Kitt Peak     | Spacewatch          | —         | MPC                           |
| 358824            | 2008 EQ152 | 10 mar 2008 | Mount Lemmon  | Mount Lemmon Survey | —         | MPC                           |
| 358825            | 2008 EM153 | 12 mar 2008 | Kitt Peak     | Spacewatch          | —         | MPC                           |
| 358826            | 2008 EV153 | 13 mar 2008 | Kitt Peak     | Spacewatch          | —         | MPC                           |
| 358827            | 2008 EH156 | 1 mar 2008  | Kitt Peak     | Spacewatch          | —         | MPC                           |
| 358828            | 2008 EY158 | 12 mar 2008 | Kitt Peak     | Spacewatch          | —         | MPC                           |
| 358829            | 2008 EW164 | 1 mar 2008  | Kitt Peak     | Spacewatch          | —         | MPC                           |
| 358830            | 2008 EZ164 | 1 mar 2008  | Kitt Peak     | Spacewatch          | —         | MPC                           |
| 358831            | 2008 EE165 | 2 mar 2008  | Kitt Peak     | Spacewatch          | —         | MPC                           |
| 358832            | 2008 EN165 | 2 mar 2008  | Kitt Peak     | Spacewatch          | —         | MPC                           |
| 358833            | 2008 ED168 | 10 mar 2008 | Kitt Peak     | Spacewatch          | Brangane  | MPC                           |
| 358834            | 2008 FC3   | 25 mar 2008 | Kitt Peak     | Spacewatch          | —         | MPC                           |
| 358835            | 2008 FL10  | 26 mar 2008 | Kitt Peak     | Spacewatch          | —         | MPC                           |
| 358836            | 2008 FW18  | 27 mar 2008 | Mount Lemmon  | Mount Lemmon Survey | —         | MPC                           |
| 358837            | 2008 FA26  | 27 mar 2008 | Kitt Peak     | Spacewatch          | —         | MPC                           |
| 358838            | 2008 FC27  | 27 mar 2008 | Kitt Peak     | Spacewatch          | —         | MPC                           |
| 358839            | 2008 FP28  | 28 mar 2008 | Kitt Peak     | Spacewatch          | —         | MPC                           |
| 358840            | 2008 FF31  | 28 mar 2008 | Mount Lemmon  | Mount Lemmon Survey | —         | MPC                           |
| 358841            | 2008 FD53  | 28 mar 2008 | Mount Lemmon  | Mount Lemmon Survey | —         | MPC                           |
| 358842            | 2008 FD54  | 28 mar 2008 | Mount Lemmon  | Mount Lemmon Survey | —         | MPC                           |
| 358843            | 2008 FN56  | 28 mar 2008 | Kitt Peak     | Spacewatch          | Maria     | MPC                           |
| 358844            | 2008 FY57  | 28 mar 2008 | Mount Lemmon  | Mount Lemmon Survey | —         | MPC                           |
| 358845            | 2008 FV61  | 28 mar 2008 | Mount Lemmon  | Mount Lemmon Survey | —         | MPC                           |
| 358846            | 2008 FL62  | 27 mar 2008 | Kitt Peak     | Spacewatch          | —         | MPC                           |
| 358847            | 2008 FS62  | 27 mar 2008 | Kitt Peak     | Spacewatch          | —         | MPC                           |
| 358848            | 2008 FW63  | 27 mar 2008 | Lulin         | LUSS                | —         | MPC                           |
| 358849            | 2008 FG64  | 28 mar 2008 | Kitt Peak     | Spacewatch          | —         | MPC                           |
| 358850            | 2008 FM65  | 28 mar 2008 | Kitt Peak     | Spacewatch          | —         | MPC                           |
| 358851            | 2008 FR73  | 30 mar 2008 | Kitt Peak     | Spacewatch          | Brangane  | MPC                           |
| 358852            | 2008 FX75  | 30 mar 2008 | Socorro       | LINEAR              | —         | MPC                           |
| 358853            | 2008 FC77  | 27 mar 2008 | Mount Lemmon  | Mount Lemmon Survey | —         | MPC                           |
| 358854            | 2008 FZ77  | 27 mar 2008 | Mount Lemmon  | Mount Lemmon Survey | —         | MPC                           |
| 358855            | 2008 FS81  | 27 mar 2008 | Mount Lemmon  | Mount Lemmon Survey | —         | MPC                           |
| 358856            | 2008 FR85  | 28 mar 2008 | Mount Lemmon  | Mount Lemmon Survey | —         | MPC                           |
| 358857            | 2008 FT87  | 28 mar 2008 | Mount Lemmon  | Mount Lemmon Survey | —         | MPC                           |
| 358858            | 2008 FZ88  | 28 mar 2008 | Mount Lemmon  | Mount Lemmon Survey | —         | MPC                           |
| 358859            | 2008 FN100 | 30 mar 2008 | Kitt Peak     | Spacewatch          | —         | MPC                           |
| 358860            | 2008 FY101 | 30 mar 2008 | Kitt Peak     | Spacewatch          | —         | MPC                           |
| 358861            | 2008 FC102 | 30 mar 2008 | Kitt Peak     | Spacewatch          | —         | MPC                           |
| 358862            | 2008 FN103 | 30 mar 2008 | Kitt Peak     | Spacewatch          | Ursula    | MPC                           |
| 358863            | 2008 FY103 | 30 mar 2008 | Kitt Peak     | Spacewatch          | —         | MPC                           |
| 358864            | 2008 FS105 | 31 mar 2008 | Kitt Peak     | Spacewatch          | —         | MPC                           |
| 358865            | 2008 FF107 | 31 mar 2008 | Kitt Peak     | Spacewatch          | —         | MPC                           |
| 358866            | 2008 FG107 | 31 mar 2008 | Kitt Peak     | Spacewatch          | —         | MPC                           |
| 358867            | 2008 FY109 | 31 mar 2008 | Mount Lemmon  | Mount Lemmon Survey | —         | MPC                           |
| 358868            | 2008 FE111 | 13 fev 2008 | Mount Lemmon  | Mount Lemmon Survey | —         | MPC                           |
| 358869            | 2008 FQ116 | 31 mar 2008 | Kitt Peak     | Spacewatch          | —         | MPC                           |
| 358870            | 2008 FE119 | 31 mar 2008 | Mount Lemmon  | Mount Lemmon Survey | Brangane  | MPC                           |
| 358871            | 2008 FG123 | 28 mar 2008 | Mount Lemmon  | Mount Lemmon Survey | —         | MPC                           |
| 358872            | 2008 FJ123 | 28 mar 2008 | Kitt Peak     | Spacewatch          | Ursula    | MPC                           |
| 358873            | 2008 FR123 | 29 mar 2008 | Kitt Peak     | Spacewatch          | —         | MPC                           |
| 358874            | 2008 FM125 | 31 mar 2008 | Kitt Peak     | Spacewatch          | —         | MPC                           |
| 358875            | 2008 FR126 | 29 mar 2008 | Kitt Peak     | Spacewatch          | —         | MPC                           |
| 358876            | 2008 FU126 | 30 mar 2008 | Kitt Peak     | Spacewatch          | —         | MPC                           |
| 358877            | 2008 FB127 | 28 mar 2008 | Kitt Peak     | Spacewatch          | —         | MPC                           |
| 358878            | 2008 FW127 | 6 out 2000  | Kitt Peak     | Spacewatch          | —         | MPC                           |
| 358879            | 2008 FW133 | 28 mar 2008 | Mount Lemmon  | Mount Lemmon Survey | Ursula    | MPC                           |
| 358880            | 2008 FK137 | 30 mar 2008 | Kitt Peak     | Spacewatch          | —         | MPC                           |
| 358881            | 2008 GK4   | 8 abr 2008  | Mayhill       | A. Lowe             | —         | MPC                           |
| 358882            | 2008 GL11  | 1 abr 2008  | Kitt Peak     | Spacewatch          | —         | MPC                           |
| 358883            | 2008 GO17  | 4 abr 2008  | Kitt Peak     | Spacewatch          | —         | MPC                           |
| 358884            | 2008 GJ19  | 4 abr 2008  | Mount Lemmon  | Mount Lemmon Survey | —         | MPC                           |
| 358885            | 2008 GK21  | 30 out 2005 | Kitt Peak     | Spacewatch          | —         | MPC                           |
| 358886            | 2008 GX25  | 1 abr 2008  | Mount Lemmon  | Mount Lemmon Survey | —         | MPC                           |
| 358887            | 2008 GB28  | 3 abr 2008  | Kitt Peak     | Spacewatch          | —         | MPC                           |
| 358888            | 2008 GE33  | 3 abr 2008  | Mount Lemmon  | Mount Lemmon Survey | —         | MPC                           |
| 358889            | 2008 GL36  | 3 abr 2008  | Kitt Peak     | Spacewatch          | —         | MPC                           |
| 358890            | 2008 GL37  | 3 abr 2008  | Kitt Peak     | Spacewatch          | —         | MPC                           |
| 358891            | 2008 GT38  | 3 abr 2008  | Mount Lemmon  | Mount Lemmon Survey | Ursula    | MPC                           |
| 358892            | 2008 GA41  | 4 abr 2008  | Kitt Peak     | Spacewatch          | —         | MPC                           |
| 358893            | 2008 GL41  | 4 abr 2008  | Kitt Peak     | Spacewatch          | Ursula    | MPC                           |
| 358894 Demetrescu | 2008 GD44  | 12 mar 2008 | La Silla      | EURONEAR            | Brangane  | MPC                           |
| 358895            | 2008 GN46  | 4 abr 2008  | Kitt Peak     | Spacewatch          | —         | MPC                           |
| 358896            | 2008 GD47  | 6 mar 2008  | Mount Lemmon  | Mount Lemmon Survey | —         | MPC                           |
| 358897            | 2008 GA50  | 5 abr 2008  | Kitt Peak     | Spacewatch          | —         | MPC                           |
| 358898            | 2008 GC50  | 5 abr 2008  | Kitt Peak     | Spacewatch          | —         | MPC                           |
| 358899            | 2008 GM52  | 10 mar 2008 | Kitt Peak     | Spacewatch          | —         | MPC                           |
| 358900            | 2008 GY56  | 5 abr 2008  | Mount Lemmon  | Mount Lemmon Survey | —         | MPC                           |

## 358901–359000
| Designação | Designação | Descoberta  | Descoberta       | Descobridor(es)      | Categoria | Mais informações / Referência |
| Permanente | Provisória | Data        | Local            | Descobridor(es)      | Categoria | Mais informações / Referência |
| ---------- | ---------- | ----------- | ---------------- | -------------------- | --------- | ----------------------------- |
| 358901     | 2008 GZ62  | 12 mar 2008 | Kitt Peak        | Spacewatch           | —         | MPC                           |
| 358902     | 2008 GR80  | 10 mar 2008 | Mount Lemmon     | Mount Lemmon Survey  | —         | MPC                           |
| 358903     | 2008 GG88  | 4 mar 2008  | Mount Lemmon     | Mount Lemmon Survey  | —         | MPC                           |
| 358904     | 2008 GJ89  | 6 abr 2008  | Kitt Peak        | Spacewatch           | Themis    | MPC                           |
| 358905     | 2008 GW93  | 13 dez 2006 | Mount Lemmon     | Mount Lemmon Survey  | —         | MPC                           |
| 358906     | 2008 GQ94  | 7 abr 2008  | Mount Lemmon     | Mount Lemmon Survey  | —         | MPC                           |
| 358907     | 2008 GH96  | 8 abr 2008  | Kitt Peak        | Spacewatch           | Ursula    | MPC                           |
| 358908     | 2008 GG100 | 9 abr 2008  | Kitt Peak        | Spacewatch           | —         | MPC                           |
| 358909     | 2008 GT100 | 9 abr 2008  | Kitt Peak        | Spacewatch           | —         | MPC                           |
| 358910     | 2008 GD103 | 10 abr 2008 | Kitt Peak        | Spacewatch           | —         | MPC                           |
| 358911     | 2008 GZ114 | 11 abr 2008 | Kitt Peak        | Spacewatch           | —         | MPC                           |
| 358912     | 2008 GR122 | 13 abr 2008 | Kitt Peak        | Spacewatch           | —         | MPC                           |
| 358913     | 2008 GB128 | 13 abr 2008 | Modra            | Š. Gajdoš, J. Világi | —         | MPC                           |
| 358914     | 2008 GT128 | 15 abr 2008 | Catalina         | CSS                  | —         | MPC                           |
| 358915     | 2008 GT129 | 4 abr 2008  | Mount Lemmon     | Mount Lemmon Survey  | —         | MPC                           |
| 358916     | 2008 GX130 | 7 abr 2008  | Kitt Peak        | Spacewatch           | —         | MPC                           |
| 358917     | 2008 GH131 | 9 abr 2008  | Kitt Peak        | Spacewatch           | —         | MPC                           |
| 358918     | 2008 GQ139 | 6 abr 2008  | Kitt Peak        | Spacewatch           | —         | MPC                           |
| 358919     | 2008 HK1   | 6 abr 2008  | Mount Lemmon     | Mount Lemmon Survey  | —         | MPC                           |
| 358920     | 2008 HD8   | 3 abr 2008  | Mount Lemmon     | Mount Lemmon Survey  | Brangane  | MPC                           |
| 358921     | 2008 HU9   | 24 abr 2008 | Mount Lemmon     | Mount Lemmon Survey  | —         | MPC                           |
| 358922     | 2008 HT10  | 24 abr 2008 | Kitt Peak        | Spacewatch           | —         | MPC                           |
| 358923     | 2008 HA12  | 21 fev 2002 | Kitt Peak        | Spacewatch           | Ursula    | MPC                           |
| 358924     | 2008 HR15  | 25 abr 2008 | Kitt Peak        | Spacewatch           | —         | MPC                           |
| 358925     | 2008 HJ16  | 25 abr 2008 | Kitt Peak        | Spacewatch           | —         | MPC                           |
| 358926     | 2008 HV17  | 26 abr 2008 | Kitt Peak        | Spacewatch           | —         | MPC                           |
| 358927     | 2008 HR25  | 14 abr 2008 | Mount Lemmon     | Mount Lemmon Survey  | —         | MPC                           |
| 358928     | 2008 HV33  | 26 abr 2008 | Kitt Peak        | Spacewatch           | —         | MPC                           |
| 358929     | 2008 HX34  | 27 abr 2008 | Kitt Peak        | Spacewatch           | —         | MPC                           |
| 358930     | 2008 HW36  | 30 abr 2008 | Kitt Peak        | Spacewatch           | —         | MPC                           |
| 358931     | 2008 HM43  | 27 abr 2008 | Mount Lemmon     | Mount Lemmon Survey  | —         | MPC                           |
| 358932     | 2008 HL46  | 28 abr 2008 | Kitt Peak        | Spacewatch           | —         | MPC                           |
| 358933     | 2008 HD50  | 29 abr 2008 | Kitt Peak        | Spacewatch           | —         | MPC                           |
| 358934     | 2008 HJ53  | 29 abr 2008 | Kitt Peak        | Spacewatch           | —         | MPC                           |
| 358935     | 2008 HO53  | 29 abr 2008 | Kitt Peak        | Spacewatch           | Brangane  | MPC                           |
| 358936     | 2008 HB56  | 29 abr 2008 | Kitt Peak        | Spacewatch           | —         | MPC                           |
| 358937     | 2008 HT60  | 29 abr 2008 | Mount Lemmon     | Mount Lemmon Survey  | —         | MPC                           |
| 358938     | 2008 HL61  | 30 abr 2008 | Mount Lemmon     | Mount Lemmon Survey  | —         | MPC                           |
| 358939     | 2008 HS62  | 26 abr 2008 | Catalina         | CSS                  | —         | MPC                           |
| 358940     | 2008 JS3   | 1 mai 2008  | Kitt Peak        | Spacewatch           | —         | MPC                           |
| 358941     | 2008 JH6   | 2 mai 2008  | Kitt Peak        | Spacewatch           | —         | MPC                           |
| 358942     | 2008 JM6   | 2 mai 2008  | Kitt Peak        | Spacewatch           | Brangane  | MPC                           |
| 358943     | 2008 JS9   | 3 mai 2008  | Kitt Peak        | Spacewatch           | —         | MPC                           |
| 358944     | 2008 JR22  | 7 mai 2008  | Kitt Peak        | Spacewatch           | —         | MPC                           |
| 358945     | 2008 JN25  | 6 mai 2008  | Kitt Peak        | Spacewatch           | —         | MPC                           |
| 358946     | 2008 JY26  | 7 mai 2008  | Kitt Peak        | Spacewatch           | —         | MPC                           |
| 358947     | 2008 JS27  | 8 mai 2008  | Kitt Peak        | Spacewatch           | Ursula    | MPC                           |
| 358948     | 2008 JA29  | 11 mai 2008 | Mount Lemmon     | Mount Lemmon Survey  | —         | MPC                           |
| 358949     | 2008 JD29  | 11 mai 2008 | Catalina         | CSS                  | —         | MPC                           |
| 358950     | 2008 JD31  | 5 mai 2008  | Catalina         | CSS                  | —         | MPC                           |
| 358951     | 2008 KJ3   | 27 mai 2008 | Kitt Peak        | Spacewatch           | —         | MPC                           |
| 358952     | 2008 KR7   | 27 mai 2008 | Mount Lemmon     | Mount Lemmon Survey  | —         | MPC                           |
| 358953     | 2008 KE8   | 27 mai 2008 | Kitt Peak        | Spacewatch           | —         | MPC                           |
| 358954     | 2008 KE9   | 3 mai 2008  | Kitt Peak        | Spacewatch           | —         | MPC                           |
| 358955     | 2008 KS26  | 29 mai 2008 | Kitt Peak        | Spacewatch           | —         | MPC                           |
| 358956     | 2008 KJ28  | 28 mar 2008 | Kitt Peak        | Spacewatch           | —         | MPC                           |
| 358957     | 2008 KL36  | 29 mai 2008 | Mount Lemmon     | Mount Lemmon Survey  | —         | MPC                           |
| 358958     | 2008 KP36  | 29 mai 2008 | Kitt Peak        | Spacewatch           | —         | MPC                           |
| 358959     | 2008 KF42  | 31 mai 2008 | Kitt Peak        | Spacewatch           | —         | MPC                           |
| 358960     | 2008 LS1   | 2 jun 2008  | Mount Lemmon     | Mount Lemmon Survey  | —         | MPC                           |
| 358961     | 2008 LQ14  | 8 jun 2008  | Kitt Peak        | Spacewatch           | Brangane  | MPC                           |
| 358962     | 2008 LA16  | 20 fev 2002 | Kitt Peak        | Spacewatch           | —         | MPC                           |
| 358963     | 2008 NA1   | 2 jul 2008  | La Sagra         | Mallorca Obs.        | —         | MPC                           |
| 358964     | 2008 QD14  | 21 ago 2008 | Kitt Peak        | Spacewatch           | —         | MPC                           |
| 358965     | 2008 RU9   | 3 set 2008  | Kitt Peak        | Spacewatch           | —         | MPC                           |
| 358966     | 2008 RY16  | 4 set 2008  | Kitt Peak        | Spacewatch           | Vesta     | MPC                           |
| 358967     | 2008 RE26  | 8 set 2008  | Dauban           | F. Kugel             | —         | MPC                           |
| 358968     | 2008 RM94  | 6 set 2008  | Kitt Peak        | Spacewatch           | Vesta     | MPC                           |
| 358969     | 2008 RA98  | 7 set 2008  | Mount Lemmon     | Mount Lemmon Survey  | —         | MPC                           |
| 358970     | 2008 RD101 | 6 set 2008  | Mount Lemmon     | Mount Lemmon Survey  | —         | MPC                           |
| 358971     | 2008 RQ112 | 5 set 2008  | Kitt Peak        | Spacewatch           | Vesta     | MPC                           |
| 358972     | 2008 RY126 | 5 set 2008  | Kitt Peak        | Spacewatch           | Juno      | MPC                           |
| 358973     | 2008 RS146 | 6 set 2008  | Mount Lemmon     | Mount Lemmon Survey  | —         | MPC                           |
| 358974     | 2008 SN7   | 23 set 2008 | Goodricke-Pigott | R. A. Tucker         | —         | MPC                           |
| 358975     | 2008 SY16  | 19 set 2008 | Kitt Peak        | Spacewatch           | Vesta     | MPC                           |
| 358976     | 2008 SZ38  | 20 set 2008 | Kitt Peak        | Spacewatch           | Vesta     | MPC                           |
| 358977     | 2008 SA77  | 23 set 2008 | Mount Lemmon     | Mount Lemmon Survey  | Vesta     | MPC                           |
| 358978     | 2008 SO83  | 27 set 2008 | Altschwendt      | W. Ries              | —         | MPC                           |
| 358979     | 2008 SK88  | 20 set 2008 | Mount Lemmon     | Mount Lemmon Survey  | —         | MPC                           |
| 358980     | 2008 SX109 | 22 set 2008 | Kitt Peak        | Spacewatch           | Mitidika  | MPC                           |
| 358981     | 2008 SK113 | 8 set 2008  | Kitt Peak        | Spacewatch           | Vesta     | MPC                           |
| 358982     | 2008 SO118 | 22 set 2008 | Mount Lemmon     | Mount Lemmon Survey  | —         | MPC                           |
| 358983     | 2008 SZ124 | 22 set 2008 | Mount Lemmon     | Mount Lemmon Survey  | —         | MPC                           |
| 358984     | 2008 SK127 | 22 set 2008 | Kitt Peak        | Spacewatch           | —         | MPC                           |
| 358985     | 2008 SB140 | 24 set 2008 | Kitt Peak        | Spacewatch           | —         | MPC                           |
| 358986     | 2008 SM155 | 23 set 2008 | Socorro          | LINEAR               | —         | MPC                           |
| 358987     | 2008 SW165 | 3 set 2008  | Kitt Peak        | Spacewatch           | —         | MPC                           |
| 358988     | 2008 SC216 | 29 set 2008 | Mount Lemmon     | Mount Lemmon Survey  | Vesta     | MPC                           |
| 358989     | 2008 SG229 | 28 set 2008 | Mount Lemmon     | Mount Lemmon Survey  | Vesta     | MPC                           |
| 358990     | 2008 SF255 | 23 set 2008 | Mount Lemmon     | Mount Lemmon Survey  | —         | MPC                           |
| 358991     | 2008 SS255 | 25 set 2008 | Kitt Peak        | Spacewatch           | —         | MPC                           |
| 358992     | 2008 SG275 | 23 set 2008 | Kitt Peak        | Spacewatch           | Vesta     | MPC                           |
| 358993     | 2008 SQ275 | 23 set 2008 | Kitt Peak        | Spacewatch           | Vesta     | MPC                           |
| 358994     | 2008 SN279 | 22 set 2008 | Mount Lemmon     | Mount Lemmon Survey  | Vesta     | MPC                           |
| 358995     | 2008 SW287 | 23 set 2008 | Kitt Peak        | Spacewatch           | —         | MPC                           |
| 358996     | 2008 SN289 | 26 set 2008 | Kitt Peak        | Spacewatch           | —         | MPC                           |
| 358997     | 2008 TQ3   | 3 out 2008  | Socorro          | LINEAR               | —         | MPC                           |
| 358998     | 2008 TH89  | 3 out 2008  | Kitt Peak        | Spacewatch           | —         | MPC                           |
| 358999     | 2008 TC94  | 5 out 2008  | La Sagra         | Mallorca Obs.        | —         | MPC                           |
| 359000     | 2008 TP108 | 6 out 2008  | Mount Lemmon     | Mount Lemmon Survey  | Vesta     | MPC                           |